# Schweden beim Eurovision Song Contest
Teilnehmende Rundfunkanstalt

Erste Teilnahme
1958
Anzahl der Teilnahmen
64 (Stand 2025)
Höchste Platzierung
1 (1974, 1984, 1991, 1999, 2012, 2015, 2023)
Höchste Punktzahl
583 (2023)
Niedrigste Punktzahl
0 (1963)
Punkteschnitt (seit erstem Beitrag)
91,87 (Stand 2021)
Punkteschnitt pro abstimmendem Land im 12-Punkte-System
3,60 (Stand 2021)
Dieser Artikel beschäftigt sich mit der Geschichte Schwedens als Teilnehmer am Eurovision Song Contest.

## Regelmäßigkeit der Teilnahme und Erfolge im Wettbewerb

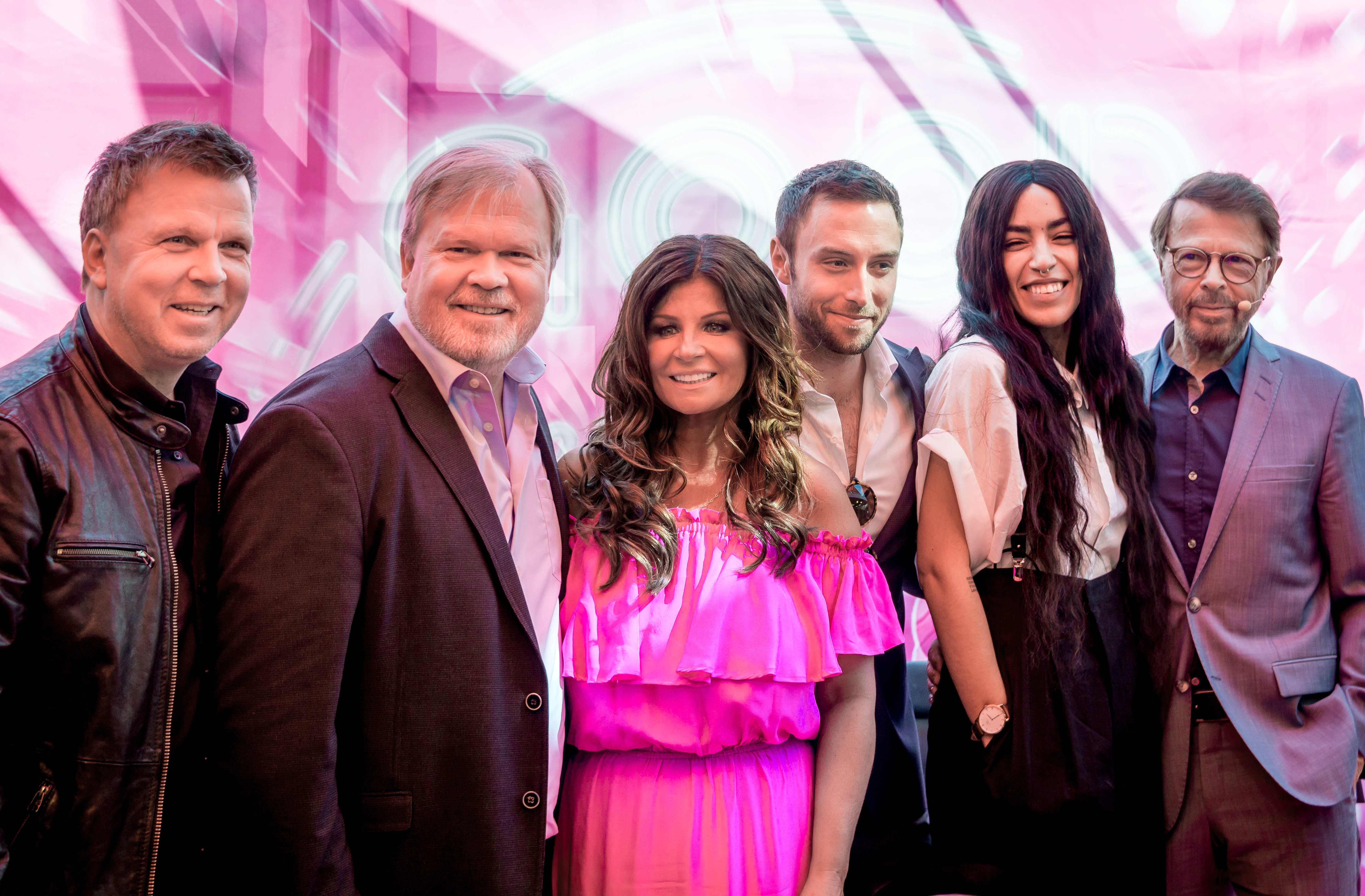
Einige schwedische Sieger (Von links nach rechts): Richard und Per Herrey der Gruppe Herreys (1984), Carola Häggkvist (1991), Måns Zelmerlöw (2015), Loreen (2012 & 2023) und Björn Ulvaeus von ABBA (1974)

Schweden nahm erstmals am dritten Eurovision Song Contest 1958 teil und erreichte dort mit Platz 4 von 10 eine gute Platzierung. Im Folgejahr erreichte das Land allerdings nur Platz 9 von 11. Auch 1960 und 1961 erreichte Schweden mit Platz 10 von 13 sowie Platz 14 von 16 nur Platzierungen im unteren Mittelfeld. 1962 hingegen erreichte Inger Berggren mit Platz 7 von 16 wieder eine durchschnittliche Platzierung. 1963 erzielte das Land dann seinen ersten letzten Platz im Wettbewerb. Ohne einen Punkt landete Schweden dabei zusammen mit Finnland, den Niederlanden und Norwegen auf dem letzten Platz. 1964 zog sich Schweden dann vom Wettbewerb zurück. Schließlich war eine Teilnahme nicht möglich aufgrund eines Künstlerstreiks. Bereits 1965 kehrte Schweden aber wieder zum Wettbewerb zurück und war ab dem Zeitpunkt auch deutlich erfolgreicher als zuvor.
So erreichte das Land 1965 zwar nur eine durchschnittliche Platzierung mit Platz 10 von 18, allerdings folgte 1966 ein zweiter Platz im Wettbewerb, was zu dem Zeitpunkt Schwedens beste Platzierung darstellte. 1967 landete das Land dann wieder im Mittelfeld mit Platz 8 von 17. 1968 hingegen erreichte Schweden mit Platz 5 von 17 wieder ein gutes Ergebnis. 1969 erreichte das Land allerdings wieder nur eine durchschnittliche Platzierung mit Platz 9 von 16. Nachdem 1969 vier Länder gewonnen hatten, verzichtete Schweden 1970 zusammen mit Finnland, Norwegen, Österreich und Portugal darauf, teilzunehmen. Dies stellte einen Protest am damaligen Wertungssystem dar. Nach dieser kurzen Abstinenz kehrte das Land aber bereits 1971 wieder zum Wettbewerb zurück. Dort belegte der schwedische Beitrag mit Platz 6 von 18 wieder einen der vorderen Plätze, während das Land 1972 wieder nur im Mittelfeld landete mit Platz 13 von 18. 1973 erreichte das Duo Nova dann mit Platz 5 wieder ein gutes Ergebnis. 1974 erreichte Schweden dann seinen ersten Sieg im Wettbewerb mit ABBA und Waterloo. 1975, als der Wettbewerb in Stockholm stattfand, landete das Land allerdings wieder nur im Mittelfeld mit Platz 8 von 19. 1976 setzte Schweden allerdings zum bereits dritten Mal aus. Als Grund wurde die musikalische Qualität der Veranstaltung angegeben, nachdem es beim Bewerb im Vorjahr in Stockholm mit dem Alternativfestivalen breiten Protest gegen die Veranstaltung gegeben hatte. Allerdings war 1976 das bisher letzte Jahr, in dem Schweden nicht am Wettbewerb teilnahm. Schließlich kehrte das Land bereits 1977 zum Wettbewerb zurück. Allerdings waren die ersten Jahre seit der Rückkehr wenig erfolgreich.
So landete Schweden 1977 zum bereits zweiten Mal auf den letzten Platz, was aber auch bis heute das letzte Mal war, dass Schweden einen letzten Platz im Wettbewerb erreichte. Trotz dieses Misserfolgs konnte sich das Land 1978 nur im Mittelfeld platzieren, mit Platz 14 von 20. 1979 landete Schweden dann allerdings nur auf dem drittletzten Platz. 1980 und 1981 erzielte das Land jeweils Platz 10 und landete somit erneut im Mittelfeld. Erst 1982 wurde mit Platz 8 von 18 wieder ein etwas besseres Ergebnis erzielt. Ab 1983 war Schweden dann wieder erfolgreicher im Wettbewerb. So konnte Carola Häggkvist 1983 den ersten dritten Platz für Schweden im Wettbewerb erreichen. 1984 wurde das Ergebnis vom Vorjahr allerdings noch übertroffen, als Schweden mit der Band Herreys seinen zweiten Sieg einfahren konnte. Mit 145 Punkten erzielten sie ebenso Schwedens bis dahin höchste Punktzahl im Wettbewerb. 1986, als der Wettbewerb dann in Göteborg stattfand, erreichte die Sängerin Kikki Danielsson dann erneut den dritten Platz, womit Schweden drei Jahre in Folge unter den besten Drei vertreten war. Aber auch 1986 konnte das Land ein gutes Ergebnis erzielen, als das Duo Monica Törnell & Lasse Holm Platz 5 erreichte. Erst ab 1987 war Schweden wieder weniger erfolgreich.
So erreichten die schwedischen Beiträge 1987 und 1988 nur Platzierungen im Mittelfeld mit jeweils Platz 12. 1989 hingegen erreichte das Land mit Platz 4 wieder ein gutes Ergebnis. 1990 erreichte Schweden dann seine schlechteste Platzierung seit 1979. Schließlich erreichte die Gruppe Edin-Ådahl nur eine Platzierung im unteren Mittelfeld mit Platz 16 von 22. 1991 vertrat dann die Sängerin Carola, die das Land bereits 1983 erfolgreich vertrat und Platz 3 holte, Schweden erneut und holte den dritten Sieg für das Land. Mit 146 Punkten holte sie ebenfalls eine neue Höchstpunktzahl für das Land im Wettbewerb. Allerdings war es ein knapper Sieg, da ihre französische Konkurrentin Amina ebenfalls 146 Punkte erreichte. Nach den bis 2003 geltenden Regeln wurde der Sieger bei Punktegleichstand nach der Anzahl der 12-Punkte-Wertungen entschieden. Da beide Vertreter 12 Punkte jeweils viermal bekamen, entschied die Anzahl der 10-Punkte-Wertungen, von denen Schweden fünf und Frankreich zwei bekam. Carola aus Schweden war damit die Siegerin. 1992, als der Wettbewerb in Malmö stattfand, konnte Schweden allerdings nicht so erfolgreich sein wie zuvor als Gastgeber. Schließlich landete Christer Björkman mit dem Lied I morgon är en annan dag nur auf dem vorletzten Platz, womit das Land seine schlechteste Platzierung seit 1977 einfuhr. 1993 hingegen war Schweden wieder erfolgreicher und landete auf Platz 7 von 25. 1994 erzielte das Land allerdings wieder nur eine Platzierung im Mittelfeld mit Platz 13 von 25. 1995 und 1996 war Schweden wieder sehr erfolgreich und erzielte jeweils Platz 3. 1996, als es eine interne Qualifikationsrunde gab, erzielte das Land dort sogar Platz 1. 1997 landete das Land wieder im Mittelfeld mit Platz 14 von 24. 1998 erreichte Schweden sogar knapp eine Platzierung unter den besten Zehn mit Platz 10 von 25. Ab 1999 war das Land allerdings sehr erfolgreich.
So konnte Schweden 1999 mit Charlotte Nilsson und Take Me to Your Heaven den Wettbewerb zum bereits vierten Mal gewinnen. Mit 163 Punkten wurde ebenso eine neue Höchstpunktzahl für das Land erzielt. Im Jahre 2000, als der Wettbewerb zum bereits zweiten Mal in Stockholm stattfand, war das Land wieder als Gastgeber erfolgreich und holte mit Platz 7 eine weitere Platzierung unter den besten Zehn. 2001 und 2003 erzielte Schweden dann jeweils Platz 5, während der Beitrag von 2002 mit Platz 8 ebenso eine Platzierung unter den besten Zehn erreichte. Auch 2004 konnte Schweden sich unter den besten Zehn platzieren und holte Platz 6 im Finale. Es war das bereits siebte Mal in Folge, dass das Land sich eine Platzierung unter den besten Zehn sichern konnte. 2005 brach diese Serie allerdings, da Martin Stenmarck im Finale nur Platz 19 holte und somit das schlechteste Ergebnis seit 1992 erreichte. 2006 schickte Schweden dann zum dritten Mal die Sängerin Carola, die bereits 1983 Platz 3 holte und 1991 den gesamten Wettbewerb gewinnen konnte. Durch die schlechte Vorjahresplatzierung musste das Land allerdings erstmals am Halbfinale teilnehmen. Nach einem vierten Platz dort, erreichte Carola im Finale mit Platz 5 wieder ein gutes Ergebnis für Schweden. Damit war Carola Schwedens erfolgreichste Eurovision-Teilnehmerin bis zum zweiten Sieg von Loreen 2023, die auch 2012 gewann. Schließlich erzielte sie bei ihren drei Teilnahmen nur Platzierungen unter den besten Fünf für Schweden. Ab 2007 ging es allerdings stetig bergab für das Land. So landete die Band The Ark 2007 im Finale nur im unteren Mittelfeld mit Platz 18 von 24, so dass Schweden 2008 wieder am Halbfinale teilnehmen musste. Fast wäre Schweden dort allerdings ausgeschieden. Da 2008 die Regel galt, dass der zehnte Qualifikationsplatz im Halbfinale durch eine Jury bestimmt wird, ungeachtet des Televote-Ergebnisses, qualifizierte sich Schweden trotzdem für das Finale. Schließlich erreichte das Land im Halbfinale nur Platz 12. Trotzdem war auch hier das Ergebnis wenig erfolgreich und das Land landete, wie schon im Vorjahr, auf Platz 18. 2009 erreichte Malena Ernman zwar Platz 4 im Halbfinale, konnte im Finale aber nur Platz 21 erreichen. 2010 erzielte Schweden dann seinen bis heute geltenden Tiefpunkt im Wettbewerb. So erreichte die Sängerin Anna Bergendahl mit ihrem Lied This Is My Life im Halbfinale nur Platz 11, womit Schweden erstmals im Halbfinale ausschied. 2010 war damit auch das erste Jahr seit 1976, das keinen schwedischen Beitrag im Finale enthielt. Ab 2011 war Schweden aber wieder deutlich erfolgreicher und hat seither seine erfolgreichste Phase im Wettbewerb.
So konnte das Land 2011 im Halbfinale Platz 1 erreichen, während Eric Saade im Finale dann mit Platz 3 das beste Ergebnis seit 1999 für Schweden erzielte. Mit 185 Punkten erzielte das Land ebenso eine neue Höchstpunktzahl. Allerdings wurde dieses Ergebnis 2012 sogar noch überboten. So konnte Loreen im Halbfinale ebenfalls Platz 1 erreichen und erzielte im Finale schließlich Schwedens fünften Sieg im Wettbewerb. Mit 372 Punkten holte sie die bis heute höchste Punktzahl für Schweden. Ebenso war es die zweithöchste Anzahl an Punkten im alten Punktesystem, welches bis 2015 galt. Lediglich Alexander Rybak aus Norwegen erzielte mit 387 Punkten mehr Punkte als Loreen. 2013, als der Wettbewerb in Malmö stattfand, landete Schweden allerdings erstmals wieder im Mittelfeld mit Platz 14 im Finale. 2014 konnte Schweden dann im Halbfinale Platz 2 erreichen und im Finale am Ende Platz 3 erneut erreichen nach 2011. 2015 holte Måns Zelmerlöw dann Schwedens sechsten Sieg im Wettbewerb, nachdem er, ebenso wie seine Vorgängerin Loreen, Platz 1 im Halbfinale holte. Damit rückte das Land auf der Siegerliste auf Platz 2 vor, da lediglich Irland mehr Siege als Schweden aufweist. 2016, als der Wettbewerb zum bereits dritten Mal in Stockholm stattfand, erreichte Schweden dann mit Platz 5 erneut eine Platzierung unter den besten Fünf. Auch 2017 erreichte das Land Platz 5, nachdem Robin Bengtsson im Halbfinale Platz 3 erreichte. 2018 konnte Benjamin Ingrosso dann zwar Platz 2 im Halbfinale holen, landete im Finale allerdings nur auf Platz 7, dabei belegte er bei den Zuschauern nur Platz 23 von 26. Auch John Lundvik erreichte 2019 zum bereits dritten Mal innerhalb von vier Jahren Platz 5. Wie Robin Bengtsson 2017 erreichte er ebenfalls Platz 3 im Halbfinale. Somit erzielte Schweden von 2011 bis 2019, mit Ausnahme von 2013, nur Platzierungen unter den besten Zehn. Hinzu kommen zwei Siege sowie zwei dritte Plätze. Dies änderte sich allerdings 2021: Tusse erreichte mit Platz 7 im Halbfinale das Finale, mit Platz 14 im Finale allerdings nur ein mäßiges Ergebnis für Schweden. Erstmals seit 2013 schaffte es ein Beitrag aus Schweden nicht unter die ersten Zehn und der linken Tabellenhälfte. 2022 konnte Cornelia Jakobs das Halbfinale gewinnen und belegte im Finale einen 4. Platz. Somit gelang es Schweden wie in den vorherigen Jahren – mit Ausnahme auf 2021 – wieder unter den ersten Zehn zu gelangen.
2023 holte die Siegerin von 2012, Loreen, dann mit Platz 1 im Finale Schwedens 7. Sieg. Somit teilt sich Irland nun zusammen mit Schweden insgesamt sieben Siege beim Wettbewerb. Es ist zudem das erste Mal, dass eine weibliche Siegerin den ESC zweimal gewinnen konnte. Lediglich Johnny Logan konnte den Wettbewerb zwei Mal für sich entscheiden. 2024 traten für Schweden Marcus & Martinus an, welche den 9. Platz und somit erneut eine Top-Ten-Platzierung für Schweden einholten. 2025 erzielte man schlussendlich einen 4. Platz im Finale und somit eine Platzierung unter den ersten fünf. 
Insgesamt landeten also 44 von den 64 Beiträgen in der linken Tabellenhälfte. Insgesamt schied Schweden nur einmal im Halbfinale aus und erreichte lediglich zweimal den letzten Platz. Das Land konnte bisher siebenmal den Wettbewerb gewinnen, einmal Platz 2 und sechsmal Platz 3 erreichen. Zusätzlich zählt Schweden eine Menge an Platzierungen unter den ersten Zehn. Somit gehört Schweden zu den erfolgreichsten Ländern im Wettbewerb.

## Liste der Beiträge
Farblegende:
– 1. Platz. 
– 2. Platz. 
– 3. Platz. 
– Punktgleichheit mit dem letzten Platz.
– ausgeschieden im Halbfinale/in der Qualifikation/im osteuropäischen Vorentscheid.
– keine Teilnahme/nicht qualifiziert.
– Absage des Eurovision Song Contests.
| Jahr | Interpret                        | Titel Musik (M) und Text (T)                                                                                               | Sprache                  | Übersetzung                                   | Finale                                           | Finale                                           | Halbfinale/ Qualifikation                        | Halbfinale/ Qualifikation                        | Nationaler Vorentscheid  |
| Jahr | Interpret                        | Titel Musik (M) und Text (T)                                                                                               | Sprache                  | Übersetzung                                   | Platz                                            | Punkte                                           | Platz                                            | Punkte                                           | Nationaler Vorentscheid  |
| ---- | -------------------------------- | --- | ------------------------ | --------------------------------------------- | ------------------------------------------------ | ------------------------------------------------ | ------------------------------------------------ | ------------------------------------------------ | ------------------------ |
| 1958 | Alice Babs                       | Lilla stjärna M/T: Åke Gerhard                                                                                             | Schwedisch               | Kleiner Stern                                 | 4 / 10                                           | 10                                               | Kein Halbfinale stattgefunden                    | Kein Halbfinale stattgefunden                    | interne Auswahl          |
| 1959 | Brita Borg                       | Augustin M: Harry Sandin; T: Åke Gerhard                                                                                   | Schwedisch               | Augustin                                      | 9 / 11                                           | 4                                                | Kein Halbfinale stattgefunden                    | Kein Halbfinale stattgefunden                    | Melodifestivalen 1959    |
| 1960 | Siw Malmkvist                    | Alla andra får varann M: Siw Malmkvist; T: Åke Gerhard                                                                     | Schwedisch               | Alle anderen bekommen einander                | 10 / 13                                          | 4                                                | Kein Halbfinale stattgefunden                    | Kein Halbfinale stattgefunden                    | Melodifestivalen 1960    |
| 1961 | Lill-Babs                        | April, april M: Bobbie Ericsson; T: Bo Eneby                                                                               | Schwedisch               | April, April                                  | 14 / 16                                          | 2                                                | Kein Halbfinale stattgefunden                    | Kein Halbfinale stattgefunden                    | Melodifestivalen 1961    |
| 1962 | Inger Berggren                   | Sol och vår M/T: Åke Gerhard, Ulf Kjellqvist                                                                               | Schwedisch               | Sonne und Frühling                            | 7 / 16                                           | 4                                                | Kein Halbfinale stattgefunden                    | Kein Halbfinale stattgefunden                    | Melodifestivalen 1962    |
| 1963 | Monica Zetterlund                | En gång i Stockholm M: Bobbie Ericsson; T: Beppe Wolgers                                                                   | Schwedisch               | Es war einmal in Stockholm                    | 13 / 16                                          | 0                                                | Kein Halbfinale stattgefunden                    | Kein Halbfinale stattgefunden                    | Melodifestivalen 1963    |
| 1964 | Teilnahme zurückgezogen          | Teilnahme zurückgezogen | Teilnahme zurückgezogen  | Teilnahme zurückgezogen                       | Teilnahme zurückgezogen                          | Teilnahme zurückgezogen                          | Teilnahme zurückgezogen                          | Teilnahme zurückgezogen                          | Teilnahme zurückgezogen  |
| 1965 | Ingvar Wixell                    | Absent Friends M: Dag Wirén; T: Alf Henriksson                                                                             | Englisch                 | Abwesende Freunde                             | 10 / 18                                          | 6                                                | Kein Halbfinale stattgefunden                    | Kein Halbfinale stattgefunden                    | Melodifestivalen 1965    |
| 1966 | Lill Lindfors & Svante Thuresson | Nygammal vals eller hip man svinaherde M: Bengt Arne Wallin; T: Björn Lindroth                                             | Schwedisch               | Neu-alter Walzer oder ein hipper Schweinehirt | 2 / 18                                           | 16                                               | Kein Halbfinale stattgefunden                    | Kein Halbfinale stattgefunden                    | Melodifestivalen 1966    |
| 1967 | Östen Warnerbring                | Som en dröm M: Curt Petterson, Marcus Österdahl; T: Patrice Hellberg                                                       | Schwedisch               | Wie ein Traum                                 | 8 / 17                                           | 7                                                | Kein Halbfinale stattgefunden                    | Kein Halbfinale stattgefunden                    | Melodifestivalen 1967    |
| 1968 | Claes-Göran Hederström           | Det börjar verka kärlek, banne mej M/T: Peter Himmelstrand                                                                 | Schwedisch               | Verdammt, es fängt an wie Liebe auszusehen    | 5 / 17                                           | 15                                               | Kein Halbfinale stattgefunden                    | Kein Halbfinale stattgefunden                    | Melodifestivalen 1968    |
| 1969 | Tommy Körberg                    | Judy, min vän M: Roger Wallis; T: Britt Lindeborg                                                                          | Schwedisch               | Judy, meine Freundin                          | 9 / 16                                           | 8                                                | Kein Halbfinale stattgefunden                    | Kein Halbfinale stattgefunden                    | Melodifestivalen 1969    |
| 1970 | Auf Teilnahme verzichtet         | Auf Teilnahme verzichtet                                                                                                   | Auf Teilnahme verzichtet | Auf Teilnahme verzichtet                      | Auf Teilnahme verzichtet                         | Auf Teilnahme verzichtet                         | Auf Teilnahme verzichtet                         | Auf Teilnahme verzichtet                         | Auf Teilnahme verzichtet |
| 1971 | Family Four                      | Vita vidder M/T: Håkan Elmquist                                                                                            | Schwedisch               | Weiße Flächen                                 | 6 / 18                                           | 85                                               | Kein Halbfinale stattgefunden                    | Kein Halbfinale stattgefunden                    | Melodifestivalen 1971    |
| 1972 | Family Four                      | Härliga sommardag M/T: Håkan Elmquist                                                                                      | Schwedisch               | Herrlicher Sommertag                          | 13 / 18                                          | 75                                               | Kein Halbfinale stattgefunden                    | Kein Halbfinale stattgefunden                    | Melodifestivalen 1972    |
| 1973 | Nova                             | You Are Summer – You Never Tell Me No M: Monica Dominique, Carl-Axel Dominique; T: Lars Forssell                           | Englisch                 | Du bist der Sommer – du sagst mir nie nein    | 5 / 17                                           | 94                                               | Kein Halbfinale stattgefunden                    | Kein Halbfinale stattgefunden                    | Melodifestivalen 1973    |
| 1974 | ABBA                             | Waterloo M: Benny Andersson, Björn Ulvaeus; T: Stikkan Anderson                                                            | Englisch                 | Waterloo                                      | 1 / 17                                           | 24                                               | Kein Halbfinale stattgefunden                    | Kein Halbfinale stattgefunden                    | Melodifestivalen 1974    |
| 1975 | Lars Berghagen                   | Jennie, Jennie M/T: Lars Berghagen                                                                                         | Englisch                 | Jennie, Jennie                                | 8 / 19                                           | 72                                               | Kein Halbfinale stattgefunden                    | Kein Halbfinale stattgefunden                    | Melodifestivalen 1975    |
| 1976 | Auf Teilnahme verzichtet         | Auf Teilnahme verzichtet                                                                                                   | Auf Teilnahme verzichtet | Auf Teilnahme verzichtet                      | Auf Teilnahme verzichtet                         | Auf Teilnahme verzichtet                         | Auf Teilnahme verzichtet                         | Auf Teilnahme verzichtet                         | Auf Teilnahme verzichtet |
| 1977 | Forbes                           | Beatles M: Claes Bure; T: Sven-Olof Bagge                                                                                  | Schwedisch               | Beatles                                       | 18 / 18                                          | 2                                                | Kein Halbfinale stattgefunden                    | Kein Halbfinale stattgefunden                    | Melodifestivalen 1977    |
| 1978 | Björn Skifs                      | Det blir alltid värre framåt natten M/T: Peter Himmelstrand                                                                | Schwedisch               | Es wird immer schlimmer, wenn die Nacht kommt | 14 / 20                                          | 26                                               | Kein Halbfinale stattgefunden                    | Kein Halbfinale stattgefunden                    | Melodifestivalen 1978    |
| 1979 | Ted Gärdestad                    | Satellit M: Ted Gärdestad; T: Kenneth Gärdestad                                                                            | Schwedisch               | Satellit                                      | 17 / 19                                          | 8                                                | Kein Halbfinale stattgefunden                    | Kein Halbfinale stattgefunden                    | Melodifestivalen 1979    |
| 1980 | Tomas Ledin                      | Just nu! M/T: Tomas Ledin                                                                                                  | Schwedisch               | Gerade jetzt                                  | 10 / 19                                          | 47                                               | Kein Halbfinale stattgefunden                    | Kein Halbfinale stattgefunden                    | Melodifestivalen 1980    |
| 1981 | Björn Skifs                      | Fångad i en dröm M/T: Björn Skifs, Bengt Palmers                                                                           | Schwedisch               | Gefangen in einem Traum                       | 10 / 20                                          | 50                                               | Kein Halbfinale stattgefunden                    | Kein Halbfinale stattgefunden                    | Melodifestivalen 1981    |
| 1982 | Chips                            | Dag efter dag M: Lasse Holm; T: Monica Forsberg                                                                            | Schwedisch               | Tag um Tag                                    | 8 / 18                                           | 67                                               | Kein Halbfinale stattgefunden                    | Kein Halbfinale stattgefunden                    | Melodifestivalen 1982    |
| 1983 | Carola Häggkvist                 | Främling M: Lasse Holm; T: Monica Forsberg                                                                                 | Schwedisch               | Fremder                                       | 3 / 20                                           | 126                                              | Kein Halbfinale stattgefunden                    | Kein Halbfinale stattgefunden                    | Melodifestivalen 1983    |
| 1984 | Herreys                          | Diggi-loo Diggi-ley M: Torgny Söderberg; T: Britt Lindeborg                                                                | Schwedisch, Englisch     | Diggi Loo / Diggi Ley                         | 1 / 19                                           | 145                                              | Kein Halbfinale stattgefunden                    | Kein Halbfinale stattgefunden                    | Melodifestivalen 1984    |
| 1985 | Kikki Danielsson                 | Bra vibrationer M: Lasse Holm; T: Ingela Forsman                                                                           | Schwedisch               | Gute Schwingungen                             | 3 / 19                                           | 103                                              | Kein Halbfinale stattgefunden                    | Kein Halbfinale stattgefunden                    | Melodifestivalen 1985    |
| 1986 | Monica Törnell & Lasse Holm      | E’ de’ det här du kaller kärlek? M/T: Lasse Holm                                                                           | Schwedisch               | Ist es das, was du Liebe nennst?              | 5 / 20                                           | 78                                               | Kein Halbfinale stattgefunden                    | Kein Halbfinale stattgefunden                    | Melodifestivalen 1986    |
| 1987 | Lotta Engberg                    | Boogaloo M: Mikael Wendt; T: Christer Lundh                                                                                | Schwedisch               | Boogaloo                                      | 12 / 22                                          | 50                                               | Kein Halbfinale stattgefunden                    | Kein Halbfinale stattgefunden                    | Melodifestivalen 1987    |
| 1988 | Tommy Körberg                    | Stad i ljus M/T: Py Bäckman                                                                                                | Schwedisch               | Lichterstadt                                  | 12 / 21                                          | 52                                               | Kein Halbfinale stattgefunden                    | Kein Halbfinale stattgefunden                    | Melodifestivalen 1988    |
| 1989 | Tommy Nilsson                    | En dag M/T: Tim Norell, Ola Håkansson, Alexander Bard                                                                      | Schwedisch               | Eines Tages                                   | 4 / 22                                           | 110                                              | Kein Halbfinale stattgefunden                    | Kein Halbfinale stattgefunden                    | Melodifestivalen 1989    |
| 1990 | Edin-Ådahl                       | Som en vind M/T: Mikael Wendt                                                                                              | Schwedisch               | Wie ein Wind                                  | 16 / 22                                          | 24                                               | Kein Halbfinale stattgefunden                    | Kein Halbfinale stattgefunden                    | Melodifestivalen 1990    |
| 1991 | Carola                           | Fångad av en stormvind M/T: Stephan Berg                                                                                   | Schwedisch               | Gefangen von einem Sturmwind                  | 1 / 22                                           | 146                                              | Kein Halbfinale stattgefunden                    | Kein Halbfinale stattgefunden                    | Melodifestivalen 1991    |
| 1992 | Christer Björkman                | I morgon är en annan dag M/T: Niklas Strömstedt                                                                            | Schwedisch               | Morgen ist ein neuer Tag                      | 22 / 23                                          | 9                                                | Kein Halbfinale stattgefunden                    | Kein Halbfinale stattgefunden                    | Melodifestivalen 1992    |
| 1993 | Arvingarna                       | Eloise M: Lasse Holm; T: Gert Lengstrand                                                                                   | Schwedisch               | Eloise                                        | 7 / 25                                           | 89                                               | Kein Halbfinale stattgefunden                    | Kein Halbfinale stattgefunden                    | Melodifestivalen 1993    |
| 1994 | Marie Bergman & Roger Pontare    | Stjärnorna M: Peter Bertilsson; T: Mikael Littwold                                                                         | Schwedisch               | Die Sterne                                    | 13 / 25                                          | 48                                               | Direkt für das Finale qualifiziert               | Direkt für das Finale qualifiziert               | Melodifestivalen 1994    |
| 1995 | Jan Johansen                     | Se på mej M: Håkan Almqvist, Bobby Ljunggren; T: Ingela ’Pling’ Forsman                                                    | Schwedisch               | Sieh mich an                                  | 3 / 23                                           | 100                                              | Direkt für das Finale qualifiziert               | Direkt für das Finale qualifiziert               | Melodifestivalen 1995    |
| 1996 | One More Time                    | Den vilda M: Peter Grönvall; T: Nanne Grönvall                                                                             | Schwedisch               | Die Wilde                                     | 3 / 23                                           | 100                                              | 1 / 29                                           | 227                                              | Melodifestivalen 1996    |
| 1997 | Blond                            | Bara hon älskar mig M/T: Stephan Berg                                                                                      | Schwedisch               | Wenn sie mich nur lieben würde                | 14 / 24                                          | 36                                               | Direkt für das Finale qualifiziert               | Direkt für das Finale qualifiziert               | Melodifestivalen 1997    |
| 1998 | Jill Johnson                     | Kärleken är M: Håkan Almqvist, Bobby Ljunggren; T: Ingela ’Pling’ Forsman                                                  | Schwedisch               | Die Liebe ist                                 | 10 / 25                                          | 53                                               | Direkt für das Finale qualifiziert               | Direkt für das Finale qualifiziert               | Melodifestivalen 1998    |
| 1999 | Charlotte Nilsson                | Take Me to Your Heaven M: Lars ’Dille’ Diedricson; T: Marcos Ubeda                                                         | Englisch                 | Nimm mich mit in deinen Himmel                | 1 / 23                                           | 163                                              | Direkt für das Finale qualifiziert               | Direkt für das Finale qualifiziert               | Melodifestivalen 1999    |
| 2000 | Roger Pontare                    | When Spirits Are Calling My Name M/T: Thomas Holmstrand, Linda Jansson, Peter Dahl                                         | Englisch                 | Wenn die Geister meinen Namen rufen           | 7 / 24                                           | 88                                               | Direkt für das Finale qualifiziert               | Direkt für das Finale qualifiziert               | Melodifestivalen 2000    |
| 2001 | Friends                          | Listen to Your Heartbeat M/T: Thomas G:son, Henrik Sethsson                                                                | Englisch                 | Hör auf deinen Herzschlag                     | 5 / 23                                           | 100                                              | Direkt für das Finale qualifiziert               | Direkt für das Finale qualifiziert               | Melodifestivalen 2001    |
| 2002 | Afro-dite                        | Never Let It Go M/T: Marcos Ubeda                                                                                          | Englisch                 | Lass es nie vergehen                          | 8 / 24                                           | 72                                               | Direkt für das Finale qualifiziert               | Direkt für das Finale qualifiziert               | Melodifestivalen 2002    |
| 2003 | Fame                             | Give Me Your Love M/T: Carl Lösnitz, Calle Kindbom                                                                         | Englisch                 | Gib mir deine Liebe                           | 5 / 26                                           | 107                                              | Direkt für das Finale qualifiziert               | Direkt für das Finale qualifiziert               | Melodifestivalen 2003    |
| 2004 | Lena Philipsson                  | It Hurts M/T: Thomas „Orup“ Eriksson                                                                                       | Englisch                 | Es tut weh                                    | 5 / 24                                           | 170                                              | Direkt für das Finale qualifiziert               | Direkt für das Finale qualifiziert               | Melodifestivalen 2004    |
| 2005 | Martin Stenmarck                 | Las Vegas M/T: Niklas Edberger, Tobias Lundgren, Tim Larsson, Johan Fransson                                               | Englisch                 | –                                             | 19 / 24                                          | 30                                               | Direkt für das Finale qualifiziert               | Direkt für das Finale qualifiziert               | Melodifestivalen 2005    |
| 2006 | Carola                           | Invincible M: Bobby Ljunggren, Thomas G:son, Henrik Wikström; T: Thomas G:son, Carola Häggkvist                            | Englisch                 | Unbesiegbar                                   | 5 / 24                                           | 170                                              | 4 / 23                                           | 214                                              | Melodifestivalen 2006    |
| 2007 | The Ark                          | The Worrying Kind M/T: Ola Salo                                                                                            | Englisch                 | Die Besorgten                                 | 18 / 24                                          | 51                                               | Direkt für das Finale qualifiziert               | Direkt für das Finale qualifiziert               | Melodifestivalen 2007    |
| 2008 | Charlotte Perrelli               | Hero M: Fredrik Kempe, Bobby Ljunggren; T: Fredrik Kempe                                                                   | Englisch                 | Held                                          | 18 / 25                                          | 47                                               | 12 / 19                                          | 54                                               | Melodifestivalen 2008    |
| 2009 | Malena Ernman                    | La voix M/T: Fredrik Kempe                                                                                                 | Englisch, Französisch    | Die Stimme                                    | 21 / 25                                          | 33                                               | 4 / 18                                           | 105                                              | Melodifestivalen 2009    |
| 2010 | Anna Bergendahl                  | This Is My Life M: Bobby Ljunggren; T: Kristian Lagerström                                                                 | Englisch                 | Das ist mein Leben                            | Ausgeschieden                                    | Ausgeschieden                                    | 11 / 17                                          | 62                                               | Melodifestivalen 2010    |
| 2011 | Eric Saade                       | Popular M/T: Fredrik Kempe                                                                                                 | Englisch                 | Beliebt                                       | 3 / 25                                           | 185                                              | 1 / 19                                           | 155                                              | Melodifestivalen 2011    |
| 2012 | Loreen                           | Euphoria M/T: Thomas G:son, Peter Boström                                                                                  | Englisch                 | Euphorie                                      | 1 / 26                                           | 372                                              | 1 / 18                                           | 181                                              | Melodifestivalen 2012    |
| 2013 | Robin Stjernberg                 | You M/T: Robin Stjernberg, Linnea Deb, Joy Deb, Joakim Harestad Haukaas                                                    | Englisch                 | Du                                            | 14 / 26                                          | 62                                               | Direkt für das Finale qualifiziert               | Direkt für das Finale qualifiziert               | Melodifestivalen 2013    |
| 2014 | Sanna Nielsen                    | Undo M/T: Fredrik Kempe, David Kreuger, Hamed „K-One“ Pirouzpanah                                                          | Englisch                 | Rückgängig machen                             | 3 / 26                                           | 218                                              | 2 / 16                                           | 131                                              | Melodifestivalen 2014    |
| 2015 | Måns Zelmerlöw                   | Heroes M/T: Anton Malmberg Hård af Segerstad, Joy Deb, Linnea Deb                                                          | Englisch                 | Helden                                        | 1 / 27                                           | 365                                              | 1 / 17                                           | 217                                              | Melodifestivalen 2015    |
| 2016 | Frans                            | If I Were Sorry M/T: Oscar Fogelström, Michael Saxell, Fredrik Andersson, Frans Jeppsson-Wall                              | Englisch                 | Wenn es mir leid täte                         | 5 / 26                                           | 261                                              | Direkt für das Finale qualifiziert               | Direkt für das Finale qualifiziert               | Melodifestivalen 2016    |
| 2017 | Robin Bengtsson                  | I Can’t Go On M/T: David Kreuger, Hamed „K-One“ Pirouzpanah, Robin Stjernberg                                              | Englisch                 | Ich kann nicht weiter machen                  | 5 / 26                                           | 344                                              | 3 / 18                                           | 227                                              | Melodifestivalen 2017    |
| 2018 | Benjamin Ingrosso                | Dance You Off M/T: Benjamin Ingrosso, MAG, Louis Schoorl, K Nita                                                           | Englisch                 | Tanze dich aus                                | 7 / 26                                           | 274                                              | 2 / 18                                           | 254                                              | Melodifestivalen 2018    |
| 2019 | John Lundvik                     | Too Late for Love M/T: John Lundvik, Anderz Wrethov, Andreas „Stone“ Johansson                                             | Englisch                 | Zu spät für Liebe                             | 5 / 26                                           | 334                                              | 3 / 18                                           | 238                                              | Melodifestivalen 2019    |
| 2020 | The Mamas                        | Move M/T: Melanie Wehbe, Patrik Jean, Herman Gardarfve                                                                     | Englisch                 | Bewegen                                       | Absage wegen der COVID-19-Pandemie durch die EBU | Absage wegen der COVID-19-Pandemie durch die EBU | Absage wegen der COVID-19-Pandemie durch die EBU | Absage wegen der COVID-19-Pandemie durch die EBU | Melodifestivalen 2020    |
| 2021 | Tusse                            | Voices M/T: Joy Deb, Linnea Deb, Jimmy „Joker“ Thörnfeldt, Anderz Wrethov                                                  | Englisch                 | Stimmen                                       | 14 / 26                                          | 109                                              | 7 / 16                                           | 142                                              | Melodifestivalen 2021    |
| 2022 | Cornelia Jakobs                  | Hold Me Closer M/T: Isa Molin, David Zandén, Cornelia Jakobsdotter                                                         | Englisch                 | Halte mich fester                             | 4 / 25                                           | 438                                              | 1 / 18                                           | 396                                              | Melodifestivalen 2022    |
| 2023 | Loreen                           | Tattoo M/T: Jimmy Jansson, Jimmy „Joker“ Thörnfeldt, Loreen, Moa „Cazzi Opeia“ Carlebecker, Peter Boström, Thomas G:son    | Englisch                 | –                                             | 1 / 26                                           | 583                                              | 2 / 15                                           | 135                                              | Melodifestivalen 2023    |
| 2024 | Marcus & Martinus                | Unforgettable M/T: Jimmy „Joker“ Thörnfeldt, Joy Deb, Linnea Deb, Marcus Gunnarsen, Martinus Gunnarsen                     | Englisch                 | Unvergesslich                                 | 9 / 25                                           | 174                                              | Direkt für das Finale qualifiziert               | Direkt für das Finale qualifiziert               | Melodifestivalen 2024    |
| 2025 | KAJ                              | Bara bada bastu M/T: Anderz Wrethov, Axel Åhman, Jakob Norrgård, Kevin Holmström, Kristoffer Strandberg, Robert Skowronski | Schwedisch, Finnisch     | Einfach nur in die Sauna gehen                | 4 / 26                                           | 321                                              | 4 / 15                                           | 118                                              | Melodifestivalen 2025    |

## Liste der Kommentatoren und Punktesprecher
Diese Liste der Kommentatoren und Punktesprecher beginnt mit dem Beginn der TV-Übertragungen in Schweden.
| Jahr | Kommentator                                              | Radiokommentator                                                                   | Punktesprecher           |
| ---- | -------------------------------------------------------- | ---------------------------------------------------------------------------------- | ------------------------ |
| 1957 | Nils Linnman                                             | Keine Radioübertragung                                                             | Keine Teilnahme          |
| 1958 | Jan Gabrielsson                                          | Jan Gabrielsson                                                                    | Tage Danielsson          |
| 1959 | Jan Gabrielsson                                          | Jan Gabrielsson                                                                    | Roland Eiworth           |
| 1960 | Jan Gabrielsson                                          | Jan Gabrielsson                                                                    | Tage Danielsson          |
| 1961 | Jan Gabrielsson                                          | Jan Gabrielsson                                                                    | Roland Eiworth           |
| 1962 | Jan Gabrielsson                                          | Jan Gabrielsson                                                                    | Tage Danielsson          |
| 1963 | Jörgen Cederberg                                         | Jörgen Cederberg                                                                   | Edvard Matz              |
| 1964 | Sven Lindahl                                             | Sven Lindahl                                                                       | Auf Teilnahme verzichtet |
| 1965 | Berndt Friberg                                           | Berndt Friberg                                                                     | Edvard Matz              |
| 1966 | Sven Lindahl                                             | Sven Lindahl                                                                       | Edvard Matz              |
| 1967 | Christina Hansegård                                      | Christina Hansegård                                                                | Edvard Matz              |
| 1968 | Christina Hansegård                                      | Christina Hansegård                                                                | Edvard Matz              |
| 1969 | Christina Hansegård                                      | Christina Hansegård                                                                | Edvard Matz              |
| 1970 | Keine Übertragung                                        | Keine Übertragung                                                                  | Auf Teilnahme verzichtet |
| 1971 | Åke Strömmer                                             | Ursula Richter                                                                     | Kein Punktesprecher      |
| 1972 | Bo Billtén                                               | Björn Bjelfvenstam                                                                 | Kein Punktesprecher      |
| 1973 | Alicia Lundberg                                          | Ursula Richter                                                                     | Kein Punktesprecher      |
| 1974 | Johan Sandström                                          | Ursula Richter                                                                     | Sven Lindahl             |
| 1975 | Åke Strömmer                                             | Ursula Richter                                                                     | Sven Lindahl             |
| 1976 | Keine Übertragung                                        | Ursula Richter                                                                     | Auf Teilnahme verzichtet |
| 1977 | Ulf Elfving                                              | Åke Strömmer & Ursula Richter                                                      | Sven Lindahl             |
| 1978 | Ulf Elfving                                              | Kent Finell                                                                        | Sven Lindahl             |
| 1979 | Ulf Elfving                                              | Kent Finell                                                                        | Sven Lindahl             |
| 1980 | Ulf Elfving                                              | Kent Finell                                                                        | Arne Weise               |
| 1981 | Ulf Elfving                                              | Keine Radioübertragung                                                             | Bengteric Nordell        |
| 1982 | Ulf Elfving                                              | Kent Finell                                                                        | Arne Weise               |
| 1983 | Ulf Elfving                                              | Kent Finell                                                                        | Agneta Bolme-Börjefors   |
| 1984 | Frederik Belfrage                                        | Kein Radioübertragung                                                              | Agneta Bolme-Börjefors   |
| 1985 | Frederik Belfrage                                        | Jan Ellerås & Rune Hallberg                                                        | Agneta Bolme-Börjefors   |
| 1986 | Ulf Elfving                                              | Jacob Dahlin                                                                       | Agneta Bolme-Börjefors   |
| 1987 | Frederik Belfrage                                        | Jacob Dahlin                                                                       | Jan Ellerås              |
| 1988 | Bengt Grafström                                          | Kalle Oldby                                                                        | Maud Uppling             |
| 1989 | Jacob Dahlin                                             | Kent Finell & Janeric Sundquist                                                    | Agneta Bolme-Börjefors   |
| 1990 | Jan Jingryd                                              | Kersti Adams-Ray                                                                   | Jan Ellerås              |
| 1991 | Harald Treutiger                                         | Kalle Oldby & Runne Hallberg                                                       | Bo Hagström              |
| 1992 | Björn Kjellman & Jesper Aspergen                         | Kalle Oldby & Lotta Engberg                                                        | Jan Jingryd              |
| 1993 | Jan Jingryd & Kåge Gimtell                               | Susan Seidemar & Claes-Johan Larsson                                               | Gösta Hanson             |
| 1994 | Pekka Heino                                              | Claes-Johan Larsson & Lisa Syrén                                                   | Marianne Anderberg       |
| 1995 | Pernilla Månsson & Kåge Gimtell                          | Claes-Johan Larsson & Lisa Syrén                                                   | Björn Hedman             |
| 1996 | Björn Kjellman                                           | Claes-Johan Larsson & Lisa Syrén                                                   | Ulla Rundqvist           |
| 1997 | Jan Jingryd                                              | Claes-Johan Larsson & Lisa Syrén                                                   | Gösta Hanson             |
| 1998 | Pernilla Månsson & Christer Björkman                     | Claes-Johan Larsson & Anna Hötzel                                                  | Björn Hedman             |
| 1999 | Pekka Heino & Anders Berglund                            | Carolina Norén                                                                     | Pontus Gårdinger         |
| 2000 | Pernilla Månsson & Christer Lundh                        | Carolina Norén & Björn Kjellman                                                    | Malin Ekander            |
| 2001 | Henrik Olsson                                            | Carolina Norén & Björn Kjellman                                                    | Josefine Sundström       |
| 2002 | Claes Åkesson & Christer Björkman                        | Carolina Norén & Björn Kjellman                                                    | Kristin Kaspersen        |
| 2003 | Pekka Heino                                              | Carolina Norén & Björn Kjellman                                                    | Kattis Ahlström          |
| 2004 | Pekka Heino                                              | Carolina Norén & Björn Kjellman                                                    | Jovan Radomir            |
| 2005 | Pekka Heino                                              | Carolina Norén & Björn Kjellman                                                    | Annika Jankell           |
| 2006 | Pekka Heino                                              | Carolina Norén & Björn Kjellman                                                    | Jovan Radomir            |
| 2007 | Kristian Luuk & Josef Sterzenbach                        | Carolina Norén & Björn Kjellman                                                    | André Pops               |
| 2008 | Kristian Luuk & Josef Sterzenbach                        | Carolina Norén & Björn Kjellman                                                    | Björn Gustafsson         |
| 2009 | Edward af Sillén & Shirley Camp                          | Carolina Norén & Björn Kjellman                                                    | Sarah Dawn Finer         |
| 2010 | Edward af Sillén & Christine Meltzer                     | Carolina Norén & Björn Kjellman                                                    | Eric Saade               |
| 2011 | Edward af Sillén & Hélène Benno                          | Carolina Norén & Björn Kjellman                                                    | Danny Saucedo            |
| 2012 | Edward af Sillén & Gina Dirawi                           | Carolina Norén & Björn Kjellman                                                    | Lynda Woodruff           |
| 2013 | Josefine Sundström                                       | Carolina Norén (alle Shows) Ronnie Ritterland (Halbfinale) Björn Kjellman (Finale) | Yohio                    |
| 2014 | Edward af Sillén & Malin Olsson                          | Carolina Norén & Ronnie Ritterland                                                 | Alcazar                  |
| 2015 | Edward af Sillén & Sanna Nielsen                         | Carolina Norén & Ronnie Ritterland                                                 | Mariette Hansson         |
| 2016 | Lotta Bromé                                              | Carolina Norén & Björn Kjellman                                                    | Gina Dirawi              |
| 2017 | Edward af Sillén & Måns Zelmerlöw                        | Carolina Norén, Björn Kjellman & Ola Gäverth                                       | Wiktoria Johansson       |
| 2018 | Edward af Sillén & Sanna Nielsen                         | Carolina Norén & Björn Kjellman                                                    | Felix Sandman            |
| 2019 | Edward af Sillén & Charlotte Perrelli                    | Carolina Norén & Björn Kjellman                                                    | Eric Saade               |
| 2021 | Edward af Sillén & Christer Björkman                     | Carolina Norén                                                                     | Carola Häggkvist         |
| 2022 | Edward af Sillén (alle Shows) Linnea Henriksson (Finale) | Carolina Norén                                                                     | Johanna Maria Jansson    |
| 2023 | Edward af Sillén (alle Shows) Måns Zelmerlöw (Finale)    | Carolina Norén                                                                     | Farah Abadi              |
| 2024 | Edward af Sillén & Tina Mehrafzoon                       | Carolina Norén                                                                     | Frans Jeppsson Wall      |
| 2025 | Edward af Sillén (alle Shows) Petra Mede (Finale)        | Carolina Norén                                                                     | Keyyo                    |

## Nationale Vorentscheide
Der erste Beitrag Schwedens wurde intern ausgewählt, in allen späteren Jahren fand ein Vorentscheid unter dem Titel „Melodifestivalen“ statt. Besonders erfolgreich ist das Konzept seit 2002, als die Vorausscheidung um vier Halbfinalrunden und eine „zweite Chance“ erweitert wurde, das Finale war seitdem immer die Sendung mit den höchsten Einschaltquoten des Jahres.

## Sprachen
1965 war Schweden das erste Land, das einen Beitrag komplett in einer Sprache vorstellte, die nicht Landessprache ist, nämlich Englisch. Bis dahin hatte keine Regelung bezüglich der Sprache existiert, aber bereits im Folgejahr mussten alle Beiträge in einer Landessprache gesungen werden. In den Jahren ohne Sprachregelung, in denen das Land teilnahm (1973 bis 1975 und ab 1999), wurden außer im Jahr 2025 alle Beiträge auf Englisch vorgestellt. In dieser Sprache wurden auch viele andere Beiträge aufgenommen, vor allem ab den 1970er Jahren.

## Kommerzielle Erfolge
Viele schwedische Beiträge waren in Schweden ein großer Hit, besonders seit Einführung des neuen Vorentscheid-Konzeptes 2002. Seitdem erreichten fast alle schwedischen Beiträge den ersten Platz in den Singlecharts, 2005 auch der zweitplatzierte Titel Håll om mig von Nanne Grönvall, der sich sogar besser verkaufte als Las Vegas und die meistverkaufte Single des Jahres wurde. Einige Beiträge waren auch international erfolgreich, gerade im skandinavischen Raum. Der größte internationale Hit war sicherlich der erste schwedische Siegertitel Waterloo der Gruppe ABBA: Er erreichte in vielen Ländern Platz eins der Charts und war auch in den USA erfolgreich, wo er den sechsten Platz erreichte.

## Ausgerichtete Wettbewerbe
| Jahr | Stadt     | Austragungsort          | Moderation                           |
| ---- | --------- | ----------------------- | ------------------------------------ |
| 1975 | Stockholm | St. Eriks Mässan Älvsjö | Karin Falck                          |
| 1985 | Göteborg  | Scandinavium            | Lill Lindfors                        |
| 1992 | Malmö     | Malmö Isstadion         | Lydia Capolicchio & Harald Treutiger |
| 2000 | Stockholm | Globe Arena             | Kattis Ahlström & Anders Lundin      |
| 2013 | Malmö     | Malmö Arena             | Petra Mede                           |
| 2016 | Stockholm | Globe Arena             | Petra Mede & Måns Zelmerlöw          |
| 2024 | Malmö     | Malmö Arena             | Petra Mede & Malin Åkerman           |

## Punktevergabe
Folgende Länder erhielten die meisten Punkte von oder vergaben die meisten Punkte an Schweden (Stand: 2025):
| Die meisten im Finale vergebenen Punkte | Die meisten im Finale vergebenen Punkte | Die meisten im Finale vergebenen Punkte |
| Platz                                   | Land                                    | Punkte                                  |
| --------------------------------------- | --------------------------------------- | --------------------------------------- |
| 1                                       | Norwegen                                | 271                                     |
| 2                                       | Irland                                  | 231                                     |
| 3                                       | Dänemark                                | 214                                     |
| 4                                       | Vereinigtes Königreich                  | 194                                     |
| 5                                       | Finnland                                | 193                                     |

| Die meisten im Finale erhaltenen Punkte | Die meisten im Finale erhaltenen Punkte | Die meisten im Finale erhaltenen Punkte |
| Platz                                   | Land                                    | Punkte                                  |
| --------------------------------------- | --------------------------------------- | --------------------------------------- |
| 1                                       | Norwegen                                | 452                                     |
| 2                                       | Dänemark                                | 428                                     |
| 3                                       | Finnland                                | 352                                     |
| 4                                       | Island                                  | 297                                     |
| 5                                       | Vereinigtes Königreich                  | 270                                     |

| Die meisten insgesamt vergebenen Punkte | Die meisten insgesamt vergebenen Punkte | Die meisten insgesamt vergebenen Punkte |
| Platz                                   | Land                                    | Punkte                                  |
| --------------------------------------- | --------------------------------------- | --------------------------------------- |
| 1                                       | Norwegen                                | 381                                     |
| 2                                       | Dänemark                                | 307                                     |
| 3                                       | Finnland                                | 294                                     |
| 4                                       | Irland                                  | 255                                     |
| 5                                       | Island                                  | 216                                     |

| Die meisten insgesamt erhaltenen Punkte | Die meisten insgesamt erhaltenen Punkte | Die meisten insgesamt erhaltenen Punkte |
| Platz                                   | Land                                    | Punkte                                  |
| --------------------------------------- | --------------------------------------- | --------------------------------------- |
| 1                                       | Norwegen                                | 584                                     |
| 2                                       | Dänemark                                | 528                                     |
| 3                                       | Finnland                                | 418                                     |
| 4                                       | Island                                  | 377                                     |
| 5                                       | Vereinigtes Königreich                  | 341                                     |

### Vergaben der Höchstwertung
Seit 1975 vergab Schweden im Finale die Höchstpunktzahl an 24 verschiedene Länder, davon siebenmal an Irland. Im Halbfinale dagegen vergab Schweden die Höchstpunktzahl an 14 verschiedene Länder, davon sechsmal an Dänemark.
| Höchstwertung (Finale) | Höchstwertung (Finale)   | Höchstwertung (Finale)   |
| Jahr                   | Land                     | Platz (Finale)           |
| ---------------------- | ------------------------ | ------------------------ |
| 1975                   | Niederlande              | 1                        |
| 1976                   | Auf Teilnahme verzichtet | Auf Teilnahme verzichtet |
| 1977                   | Irland                   | 3                        |
| 1978                   | Monaco                   | 4                        |
| 1979                   | Israel                   | 1                        |
| 1980                   | Irland                   | 1                        |
| 1981                   | Deutschland              | 2                        |
| 1982                   | Jugoslawien              | 14                       |
| 1983                   | Vereinigtes Königreich   | 6                        |
| 1984                   | Irland                   | 2                        |
| 1985                   | Norwegen                 | 1                        |
| 1986                   | Schweiz                  | 2                        |
| 1987                   | Irland                   | 1                        |
| 1988                   | Schweiz                  | 1                        |
| 1989                   | Dänemark                 | 3                        |
| 1990                   | Irland                   | 3                        |
| 1991                   | Malta                    | 6                        |
| 1992                   | Malta                    | 3                        |
| 1993                   | Irland                   | 1                        |
| 1994                   | Ungarn                   | 4                        |
| 1995                   | Dänemark                 | 5                        |
| 1996                   | Estland                  | 5                        |
| 1997                   | Vereinigtes Königreich   | 1                        |
| 1998                   | Norwegen                 | 8                        |
| 1999                   | Island                   | 2                        |
| 2000                   | Dänemark                 | 1                        |
| 2001                   | Griechenland             | 3                        |
| 2002                   | Estland                  | 3                        |
| 2003                   | Norwegen                 | 4                        |
| 2004                   | Serbien und Montenegro   | 2                        |
| 2005                   | Griechenland             | 1                        |
| 2006                   | Finnland                 | 1                        |
| 2007                   | Finnland                 | 17                       |
| 2008                   | Norwegen                 | 5                        |
| 2009                   | Norwegen                 | 1                        |
| 2010                   | Deutschland              | 1                        |
| 2011                   | Irland                   | 8                        |
| 2012                   | Zypern                   | 16                       |
| 2013                   | Norwegen                 | 4                        |
| 2014                   | Österreich               | 1                        |
| 2015                   | Australien               | 5                        |
| 2016                   | Australien (J & T)       | 2                        |
| 2017                   | Portugal (J)             | 1                        |
| 2017                   | Belgien (T)              | 4                        |
| 2018                   | Zypern (J)               | 2                        |
| 2018                   | Dänemark (T)             | 9                        |
| 2019                   | Niederlande (J)          | 1                        |
| 2019                   | Norwegen (T)             | 6                        |
| 2020                   | Wettbewerb abgesagt      | Wettbewerb abgesagt      |
| 2021                   | Malta (J)                | 7                        |
| 2021                   | Finnland (T)             | 6                        |
| 2022                   | Spanien (J)              | 3                        |
| 2022                   | Ukraine (T)              | 1                        |
| 2023                   | Finnland (J & T)         | 2                        |
| 2024                   | Schweiz (J)              | 1                        |
| 2024                   | Israel (T)               | 5                        |
| 2025                   | Österreich (J)           | 1                        |
| 2025                   | Israel (T)               | 2                        |

| Höchstwertung (Halbfinale) | Höchstwertung (Halbfinale)  | Höchstwertung (Halbfinale) |
| Jahr                       | Land                        | Platz (Halbfinale)         |
| -------------------------- | --------------------------- | -------------------------- |
| 2004                       | Serbien und Montenegro      | 1                          |
| 2005                       | Dänemark                    | 3                          |
| 2006                       | Finnland                    | 1                          |
| 2007                       | Island                      | 13                         |
| 2008                       | Dänemark                    | 3                          |
| 2009                       | Island                      | 1                          |
| 2010                       | Dänemark                    | 5                          |
| 2011                       | Dänemark                    | 2                          |
| 2012                       | Estland                     | 4                          |
| 2013                       | Dänemark                    | 1                          |
| 2014                       | Niederlande                 | 1                          |
| 2015                       | Norwegen                    | 4                          |
| 2016                       | Russland (J)                | 1                          |
| 2016                       | Bosnien und Herzegowina (T) | 11                         |
| 2017                       | Australien (J)              | 6                          |
| 2017                       | Portugal (T)                | 1                          |
| 2018                       | Norwegen (J)                | 1                          |
| 2018                       | Dänemark (T)                | 5                          |
| 2019                       | Schweiz (J)                 | 4                          |
| 2019                       | Norwegen (T)                | 7                          |
| 2020                       | Wettbewerb abgesagt         | Wettbewerb abgesagt        |
| 2021                       | Malta (J)                   | 1                          |
| 2021                       | Norwegen (T)                | 10                         |
| 2022                       | Australien (J)              | 2                          |
| 2022                       | Finnland (T)                | 7                          |
| 2023                       | Finnland                    | 1                          |
| 2024                       | Kroatien                    | 1                          |
| 2025                       | Island                      | 6                          |

## Verschiedenes
- 1966 erreichte Schweden den zweiten Platz. In diesem Jahr waren fünf Punkte die höchstmögliche zu vergebende Punktzahl, wobei Schweden 16 erhielt – davon fünf aus Dänemark, fünf aus Norwegen und fünf aus Finnland.
- Der schwedische Beitrag von 1987 hieß ursprünglich Fyra Bugg och en Coca-Cola, da die EBU aber Markennamen nicht auf der Bühne erlaubte, wurde der Titel in das unverfängliche Boogaloo umbenannt.[3]
- Der schwedische Beitrag von 2001, Listen to Your Heartbeat, war ein Plagiat des belgischen Beitrags von 1996, Liefde is een kaartspel. Dies wurde 2003 offiziell erklärt.
- 2014 nahm Helena Paparizou, die 2005 den Eurovision Song Contest für Griechenland gewann, am schwedischen Vorentscheid teil und schaffte es bis ins Finale. Am Ende entschied sich Schweden allerdings für Sanna Nielsen mit ihrem Song Undo.
- Schweden hat 7-mal gewonnen und weist somit gleich viele Siege wie der bisherige alleinige Rekordsieger Irland auf. Außerdem lag Schweden seit der Einführung des Halbfinale im Jahr 2004 zwölfmal in den Top 10. Allein seit dem Jahr 2011 erreichte Schweden ganze neun Top-5-Platzierungen (2011, 2012, 2014, 2015, 2016, 2017, 2019, 2022 und 2023)
- Schweden erhielt sechsmal über 300 Punkte: 2012 (372 Punkte), 2015 (365 Punkte), 2017 (344 Punkte) und 2019 (334 Punkte), sowie 2022 (438 Punkte) und 2023 (583 Punkte)
  - Außerdem ist Schweden das einzige Land, welches mehr als dreimal hintereinander über 200 Punkte erhielt. Sechsmal hintereinander erhielt Schweden über 200 Punkte 2014 (218 Punkte), 2015 (365 Punkte), 2016 (261 Punkte), 2017 (344 Punkte), 2018 (274 Punkte), 2019 (334 Punkte).

## Impressionen

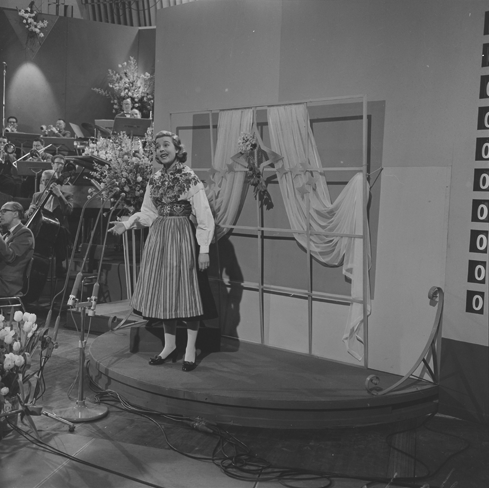
Alice Babs 1958
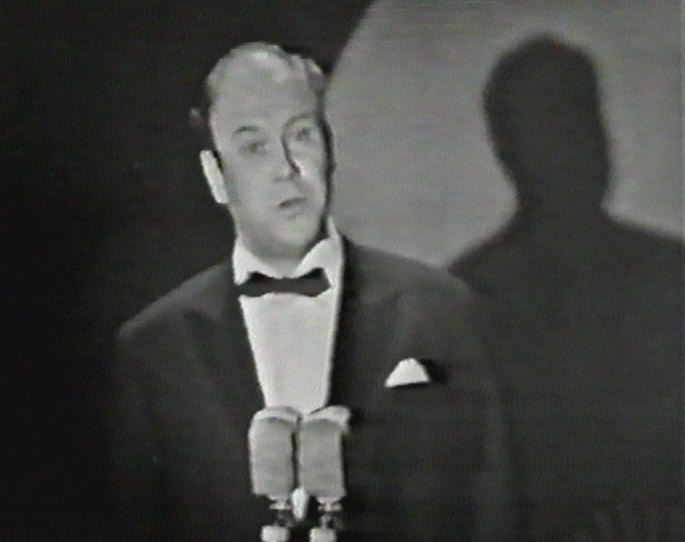
Ingvar Wixell 1965
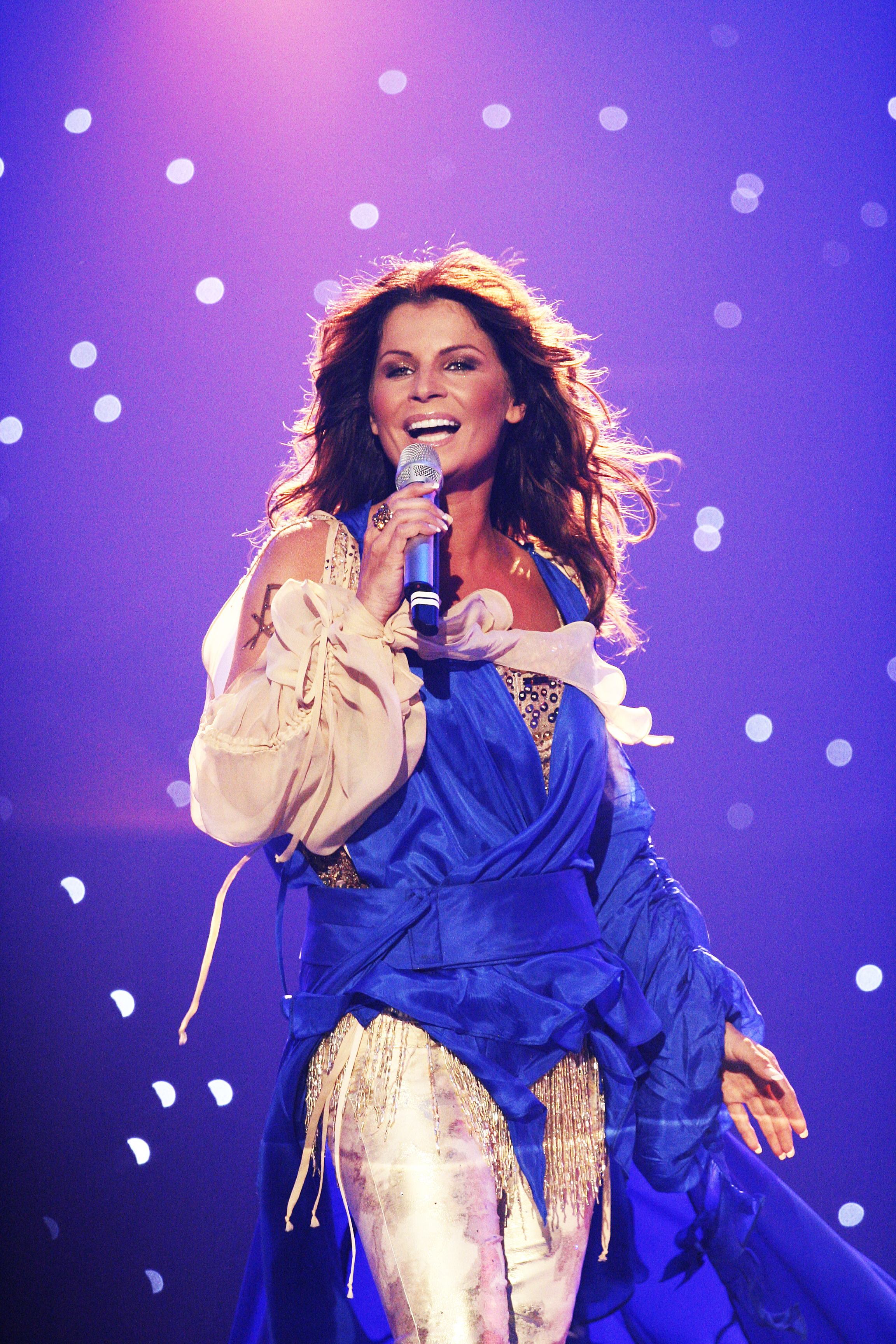
Carola 2006
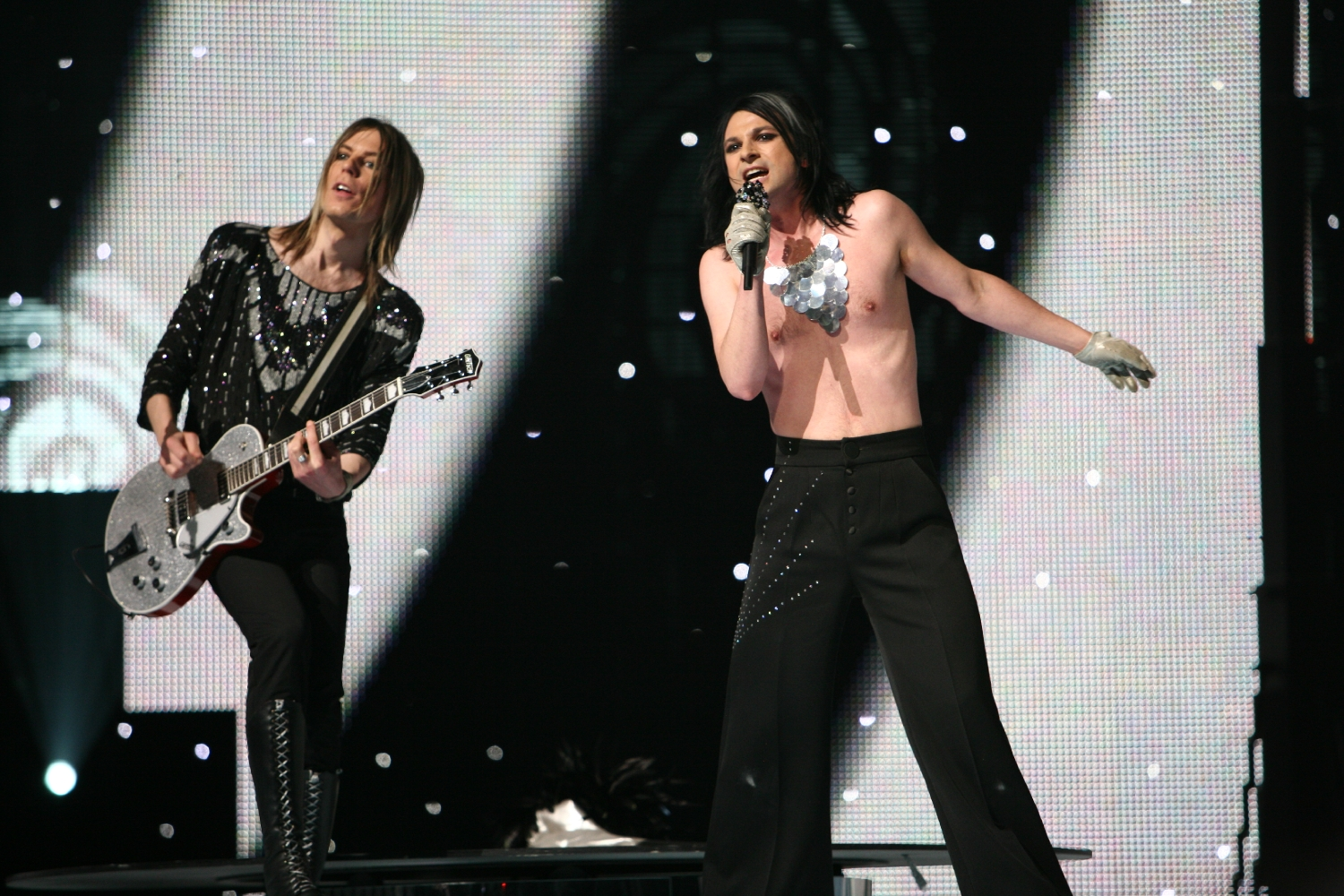
The Ark 2007
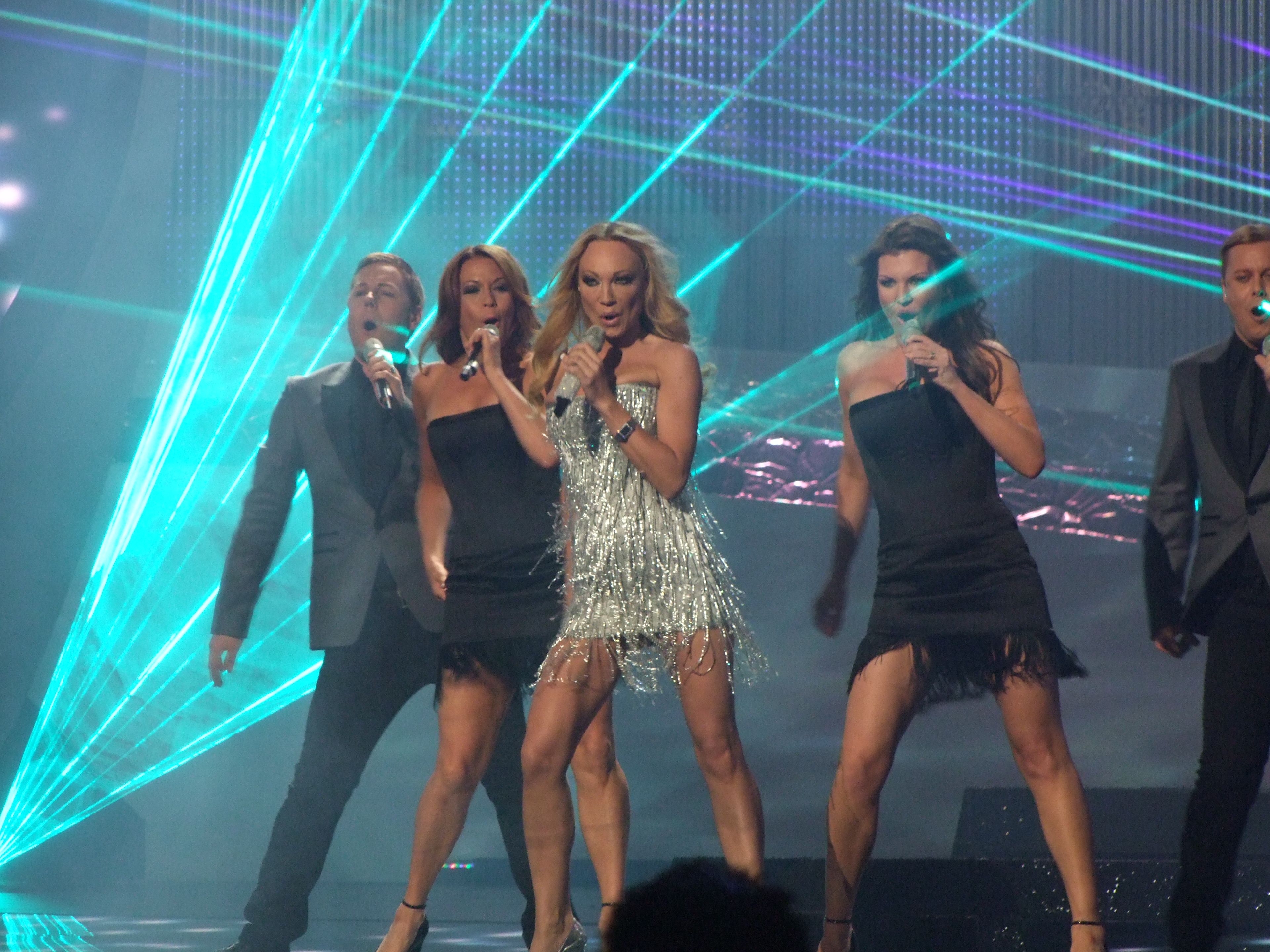
Charlotte Perrelli 2008
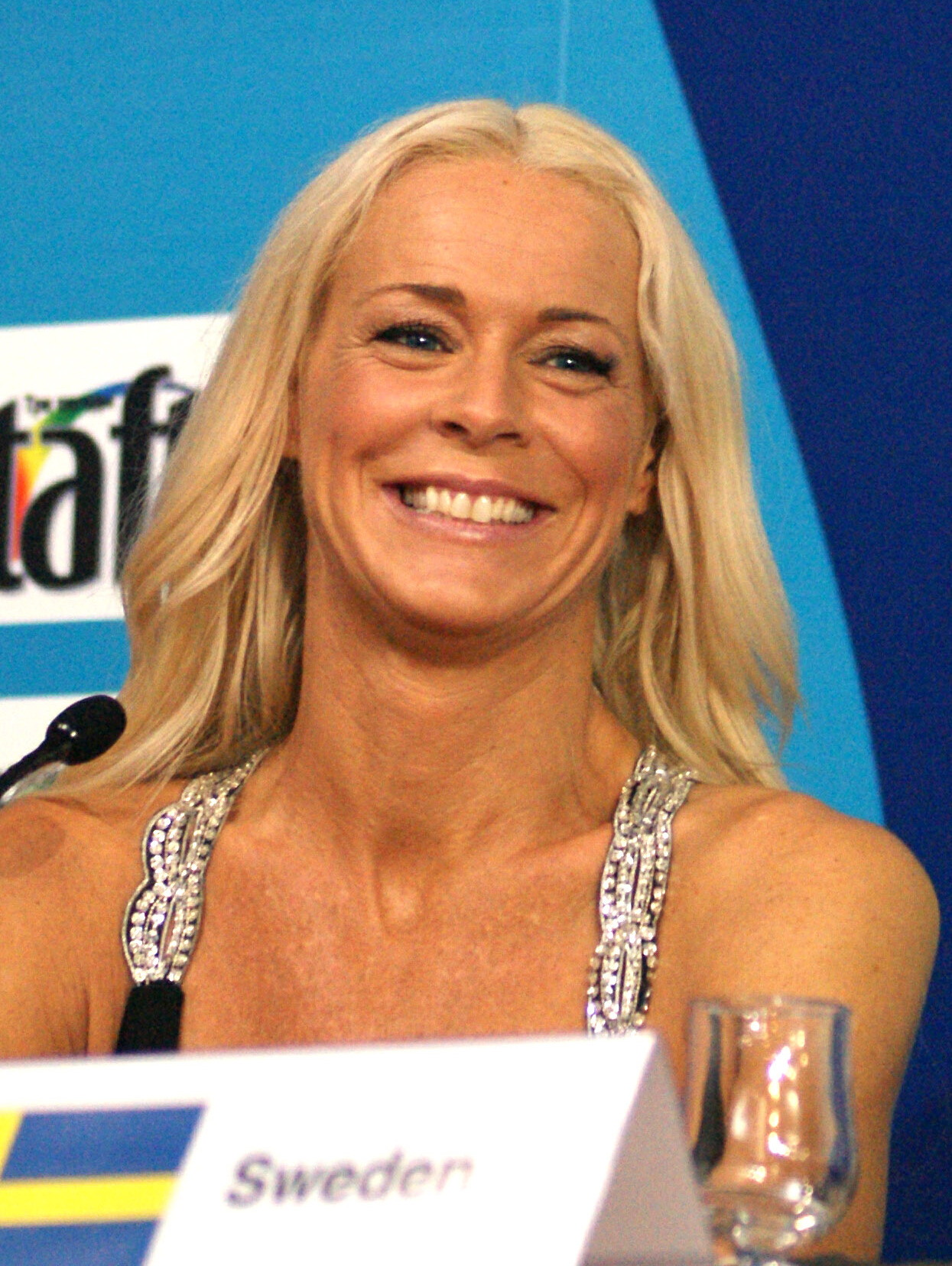
Malena Ernman 2009
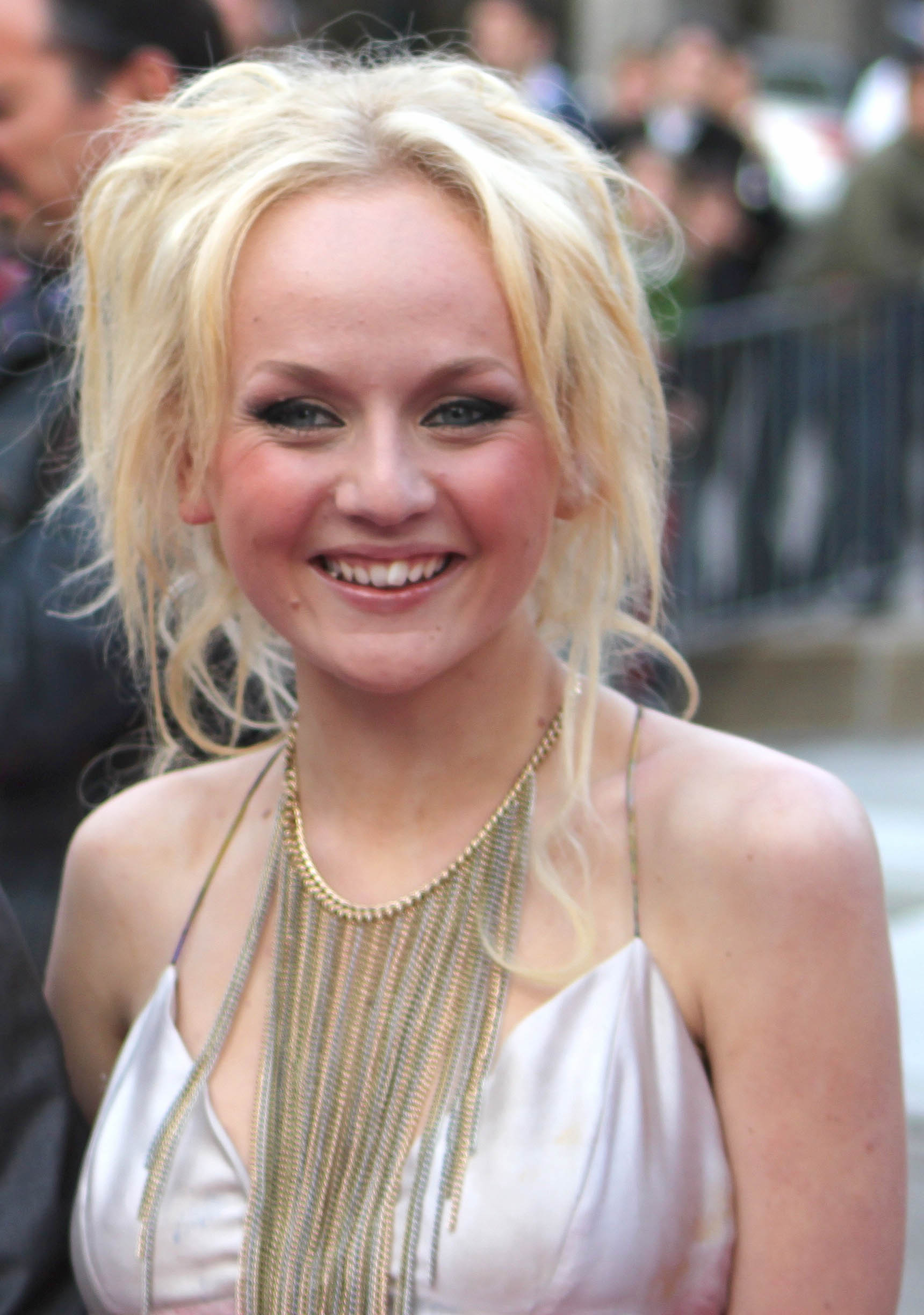
Anna Bergendahl 2010
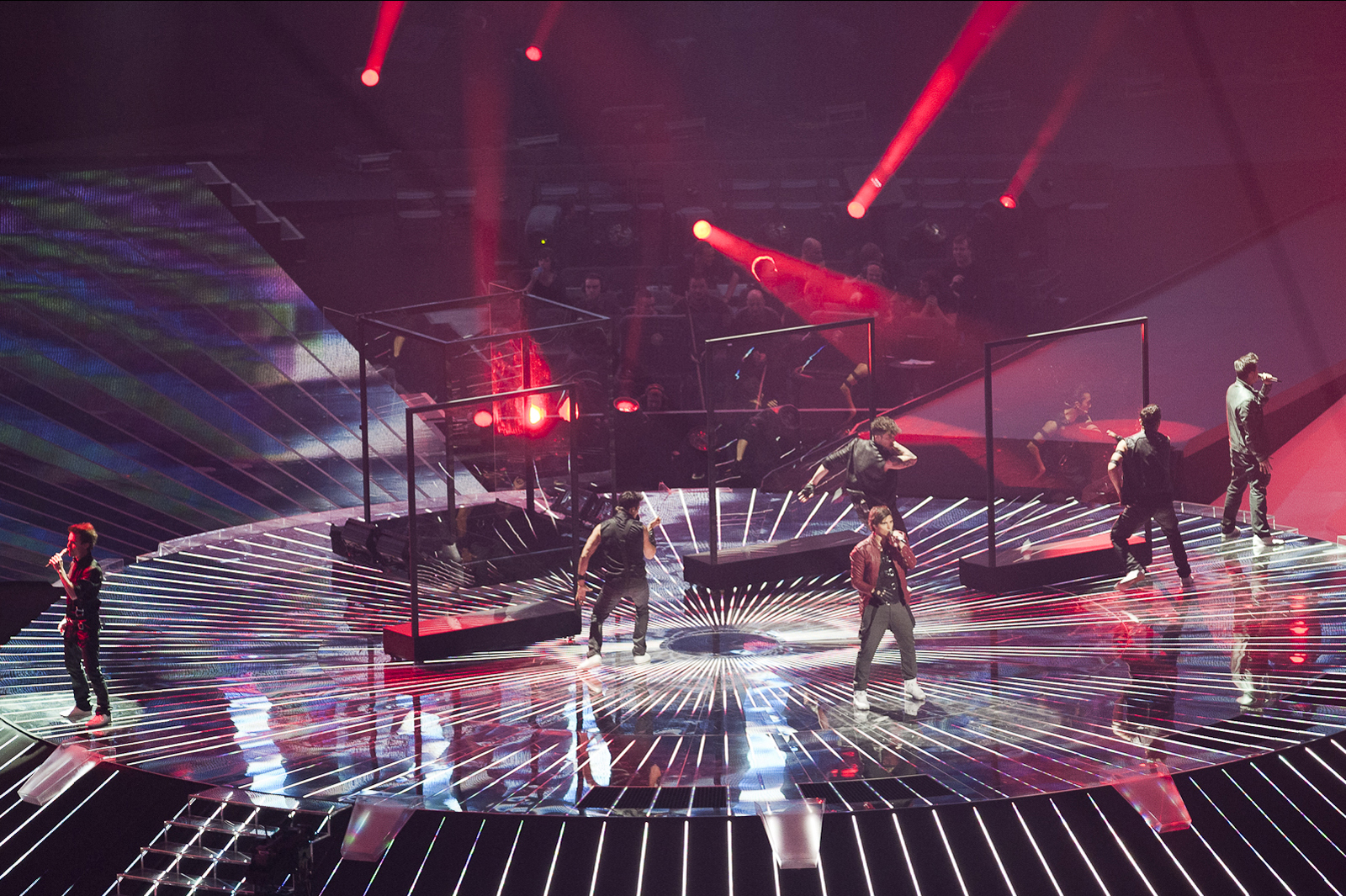
Eric Saade 2011
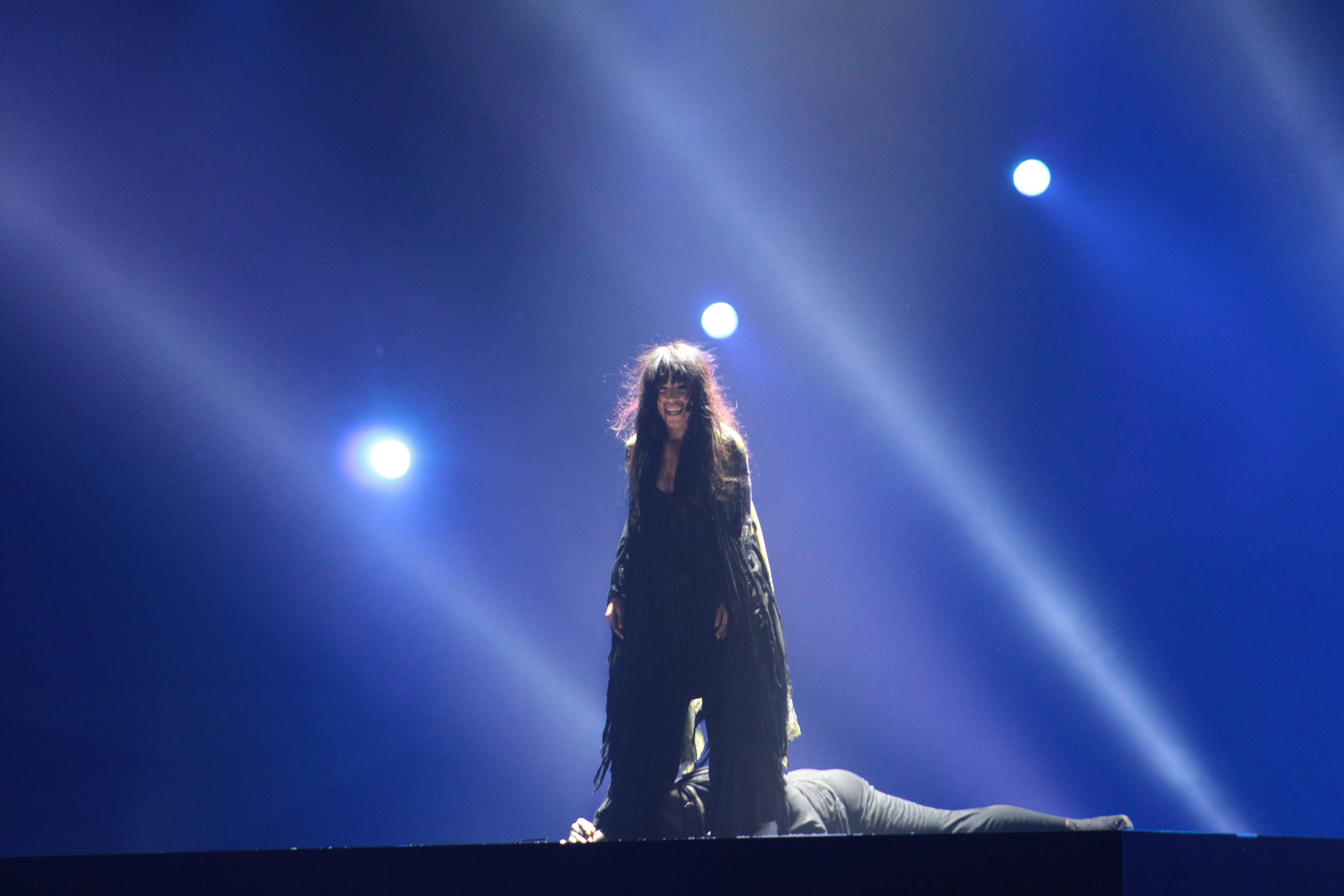
Loreen 2012
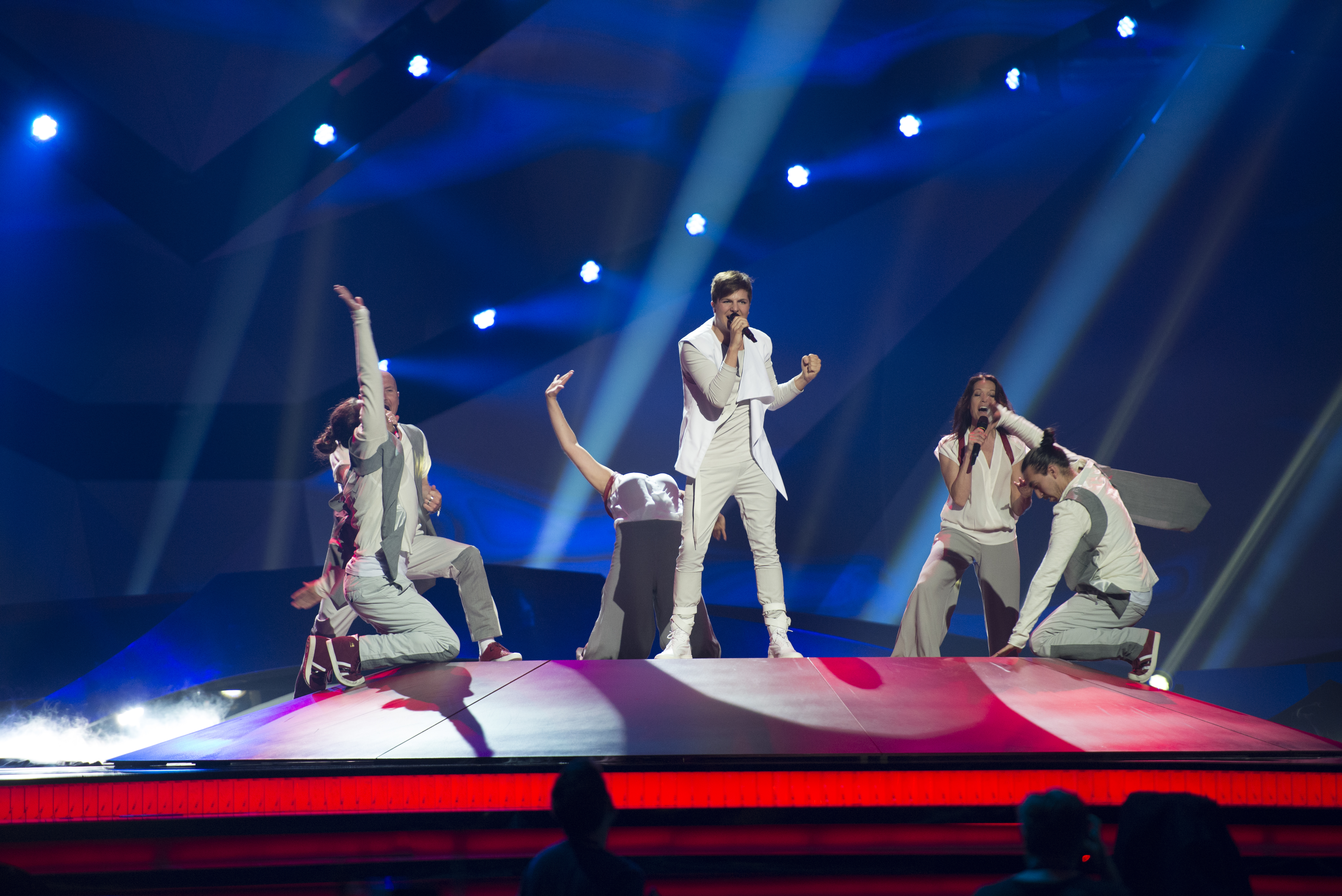
Robin Stjernberg 2013
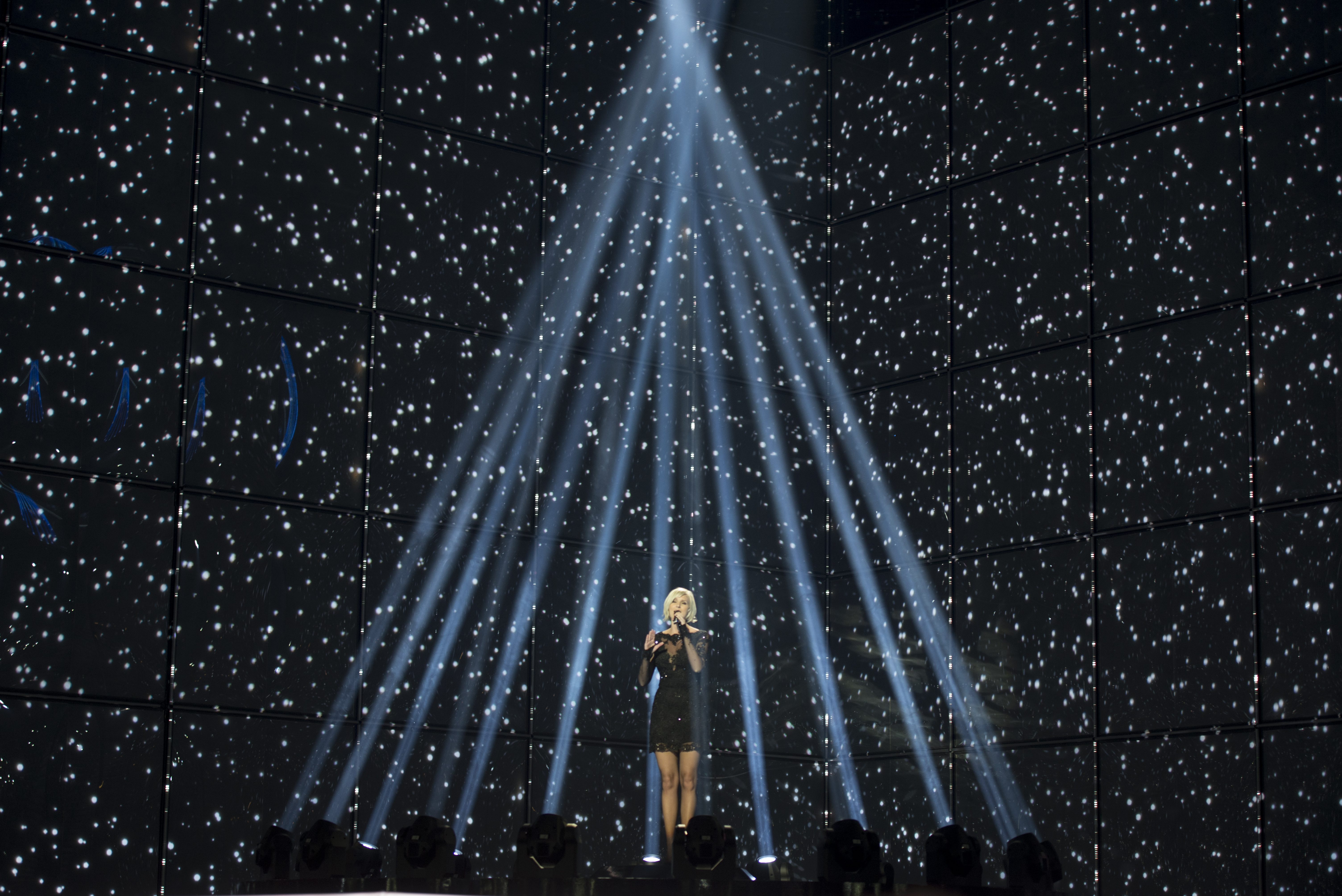
Sanna Nielsen 2014
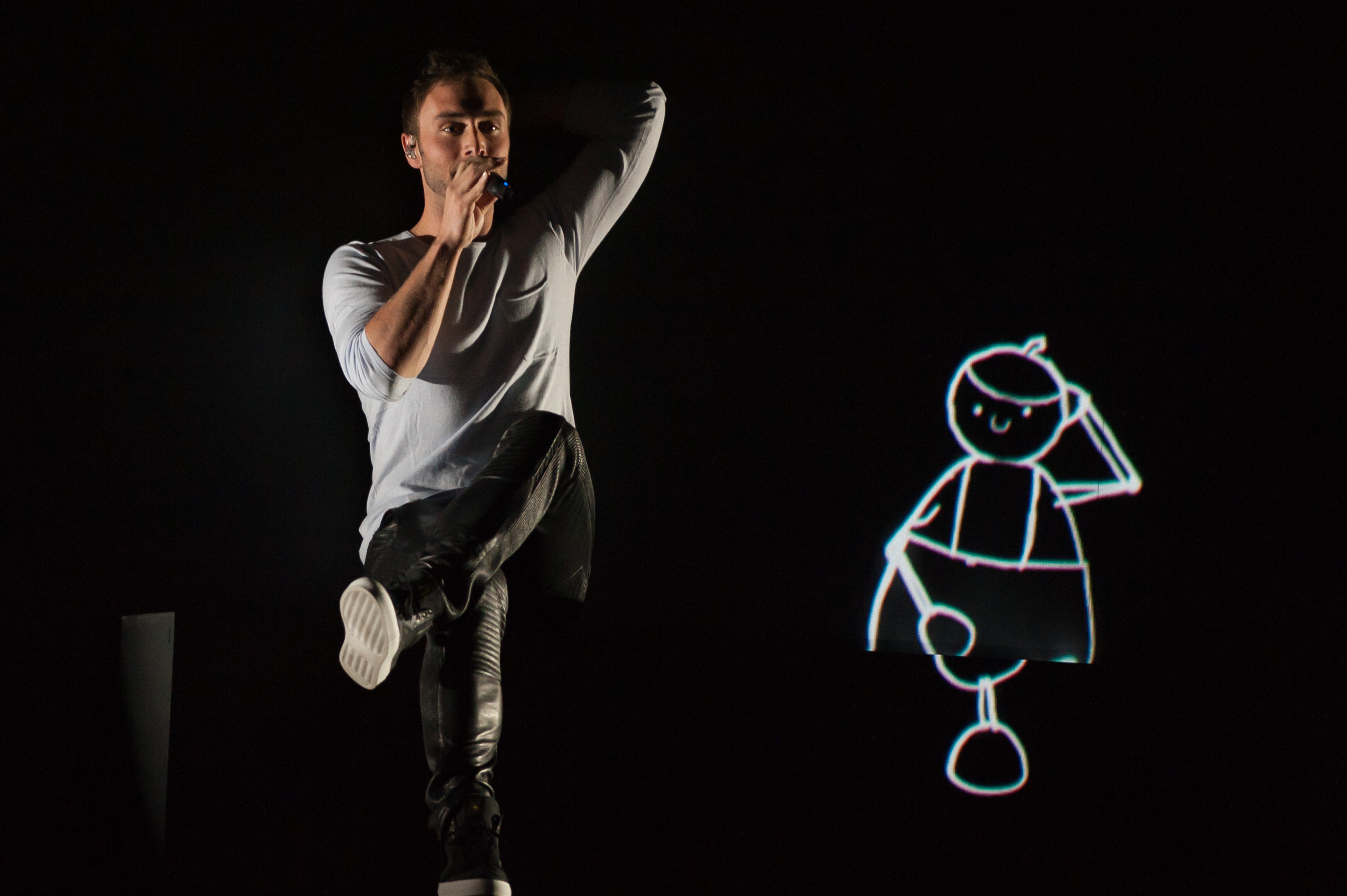
Måns Zelmerlöw 2015
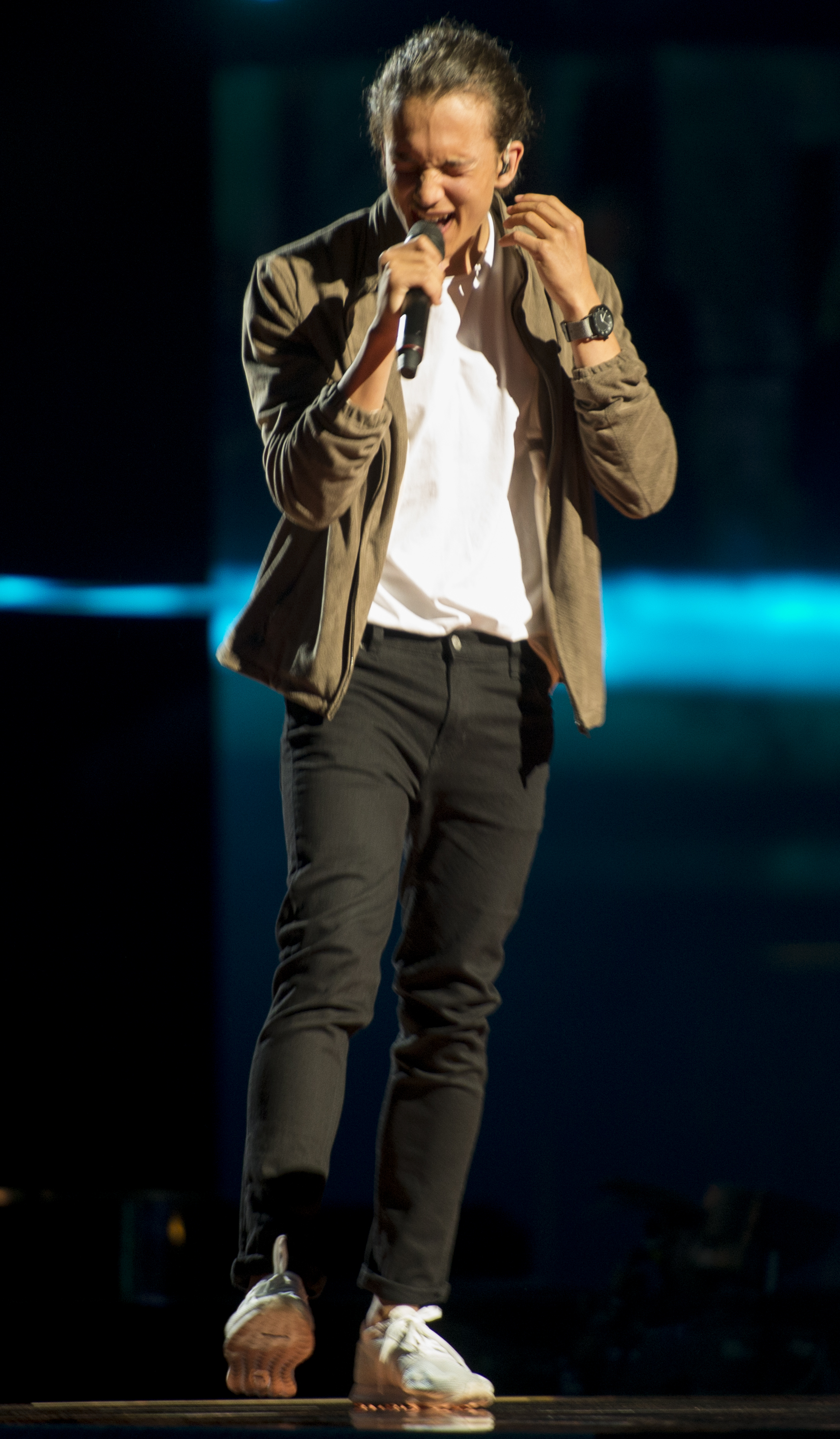
Frans 2016
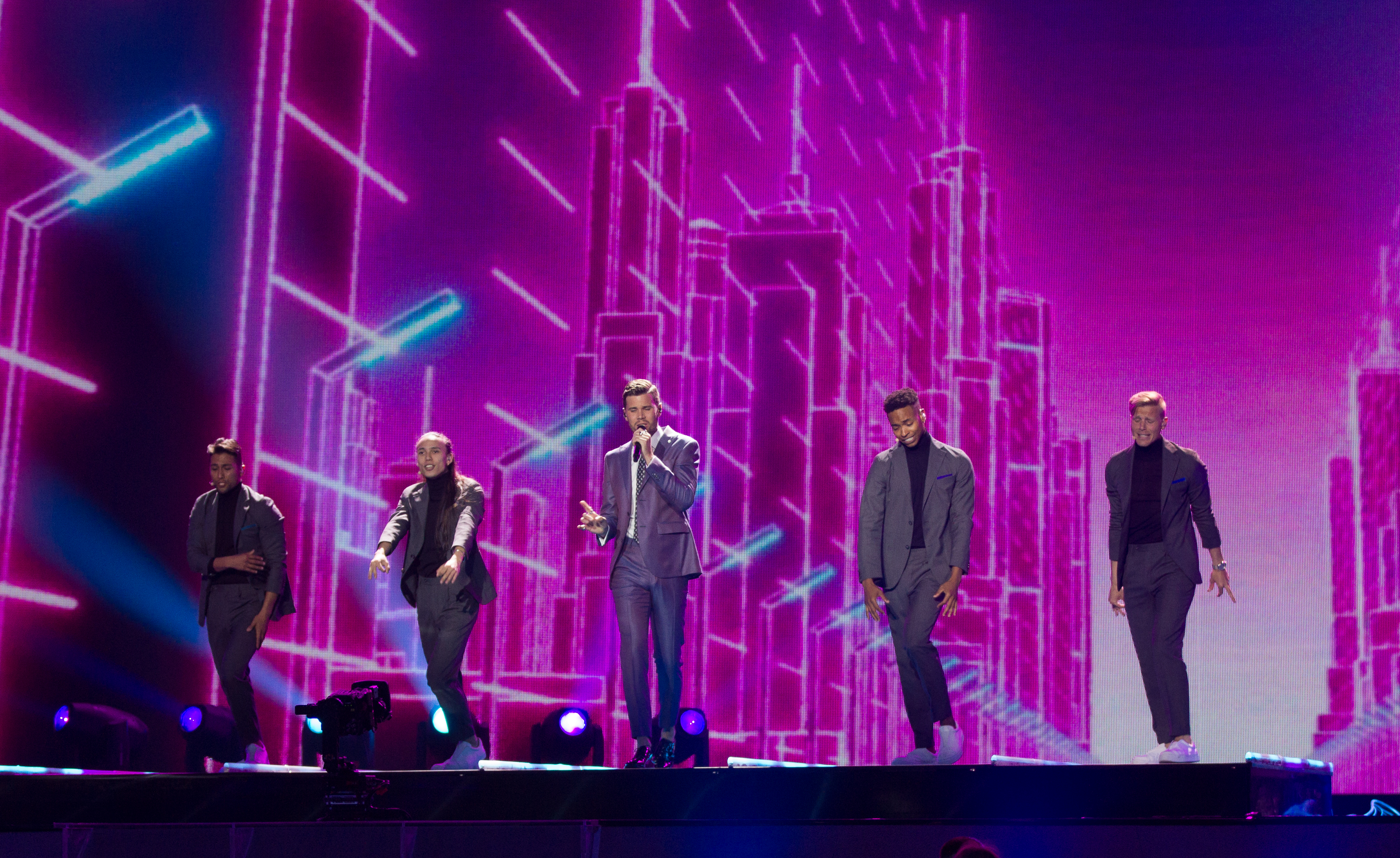
Robin Bengtsson 2017
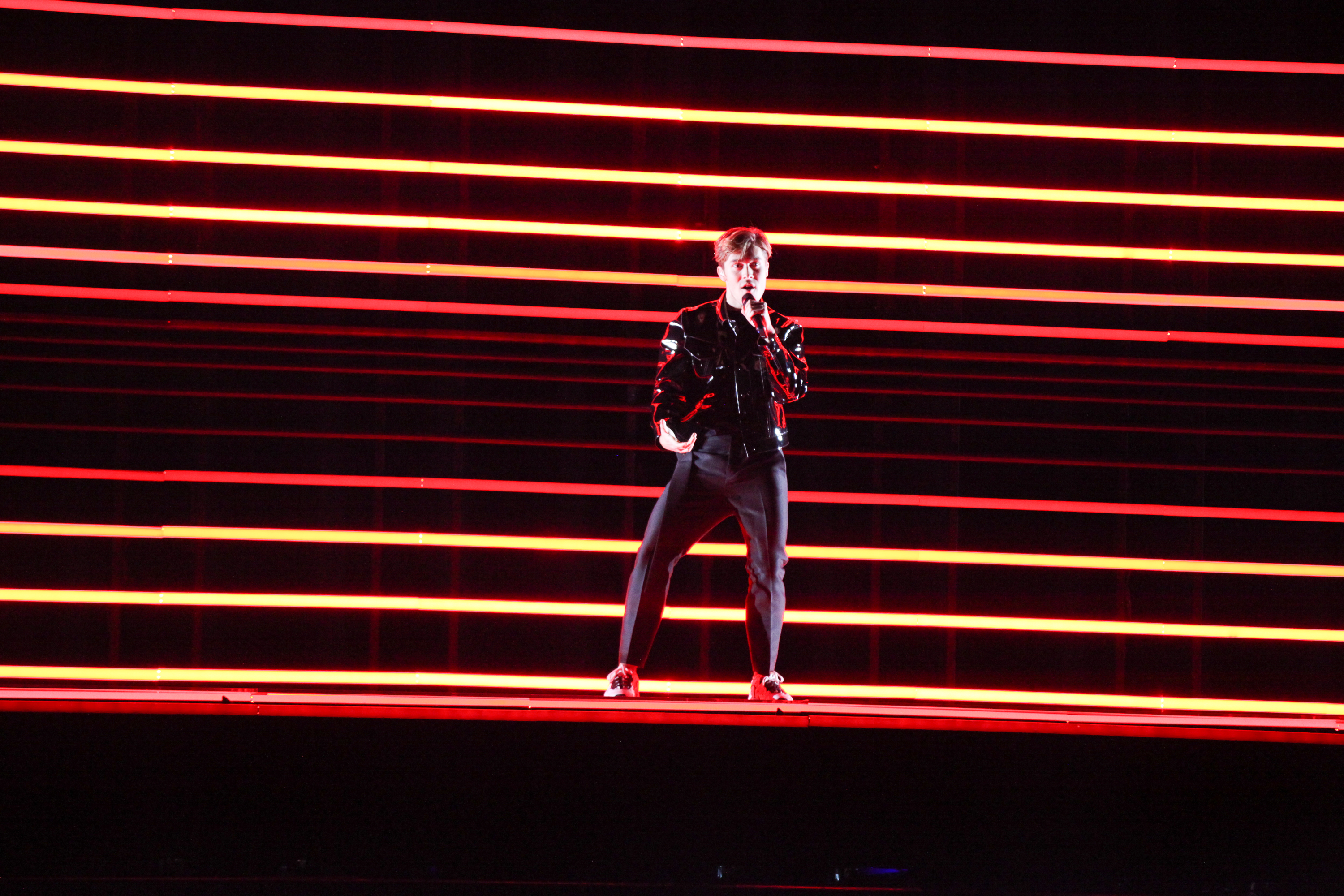
Benjamin Ingrosso 2018
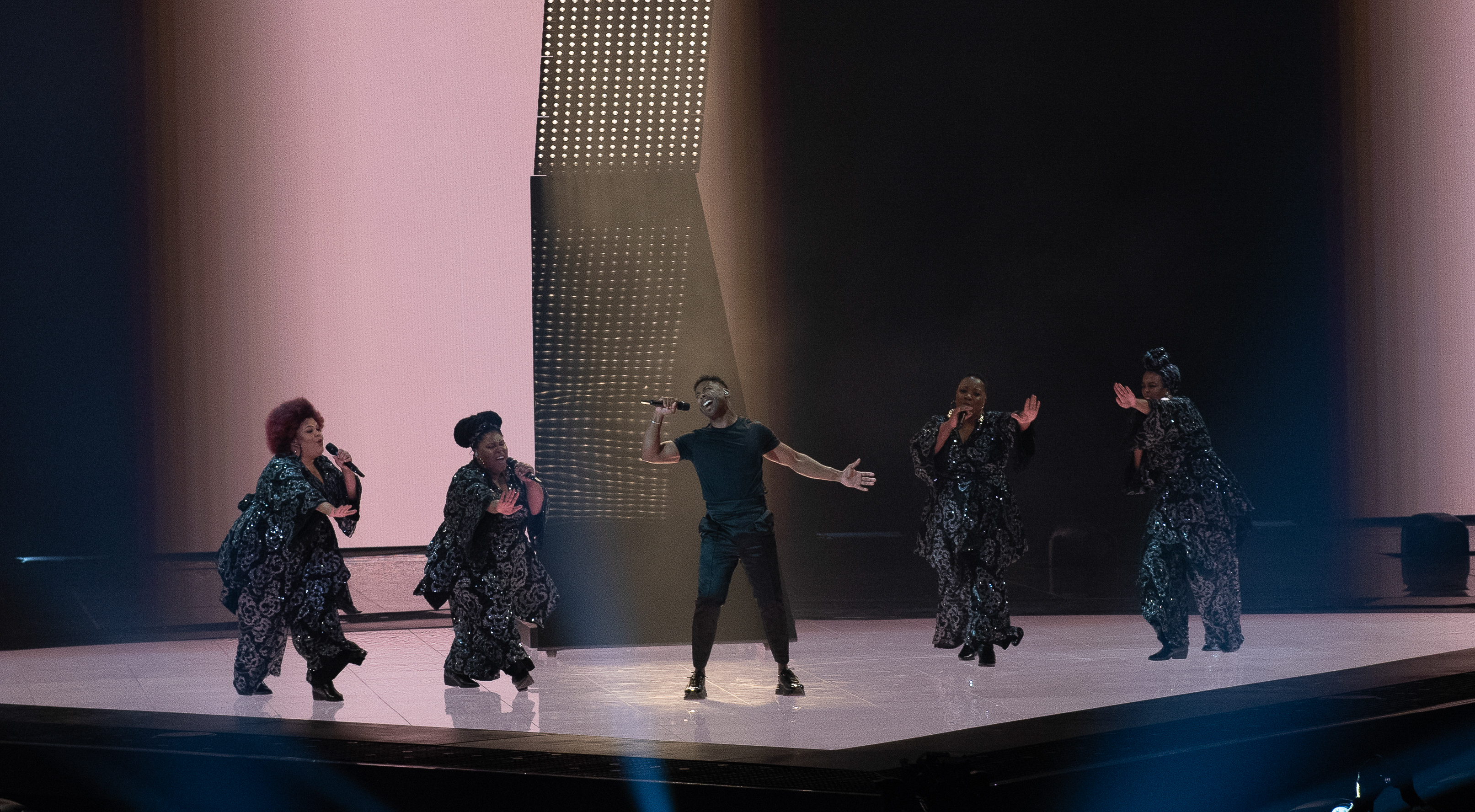
John Lundvik 2019
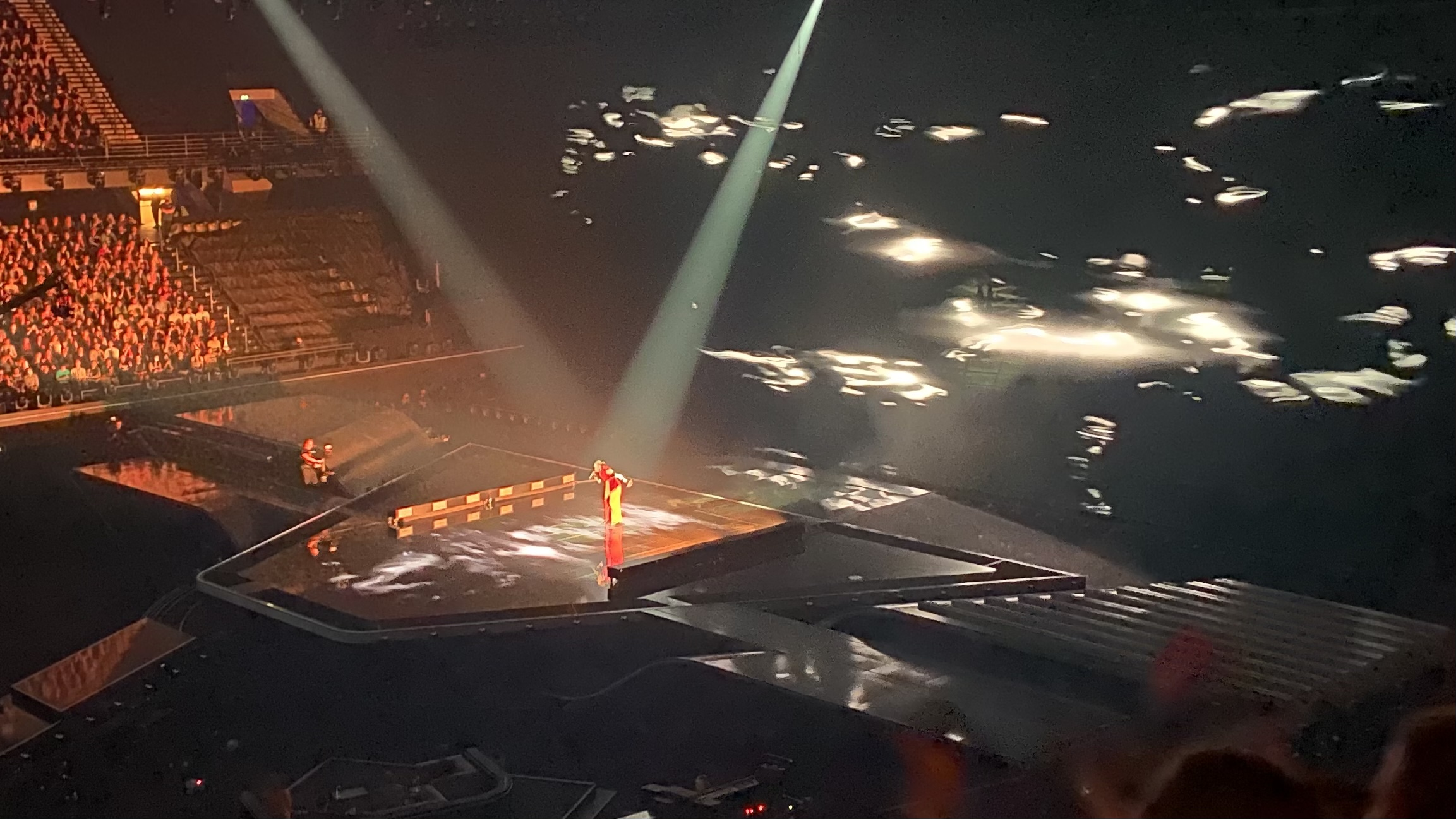
Tusse 2021
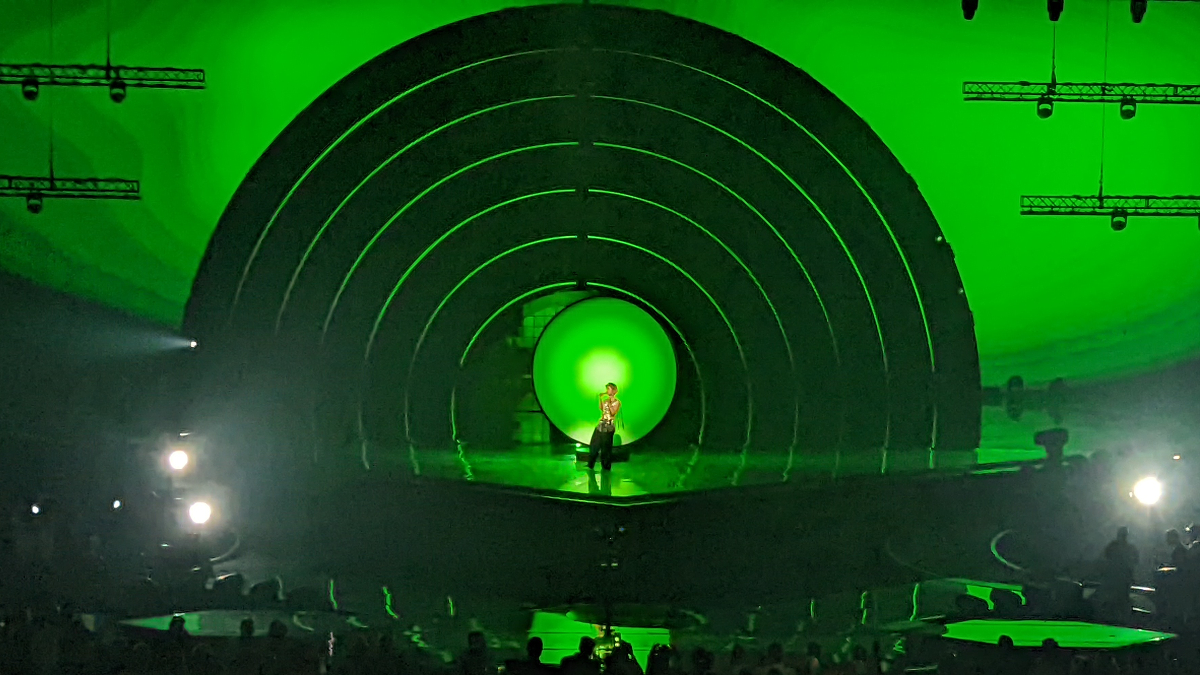
Cornelia Jakobs 2022
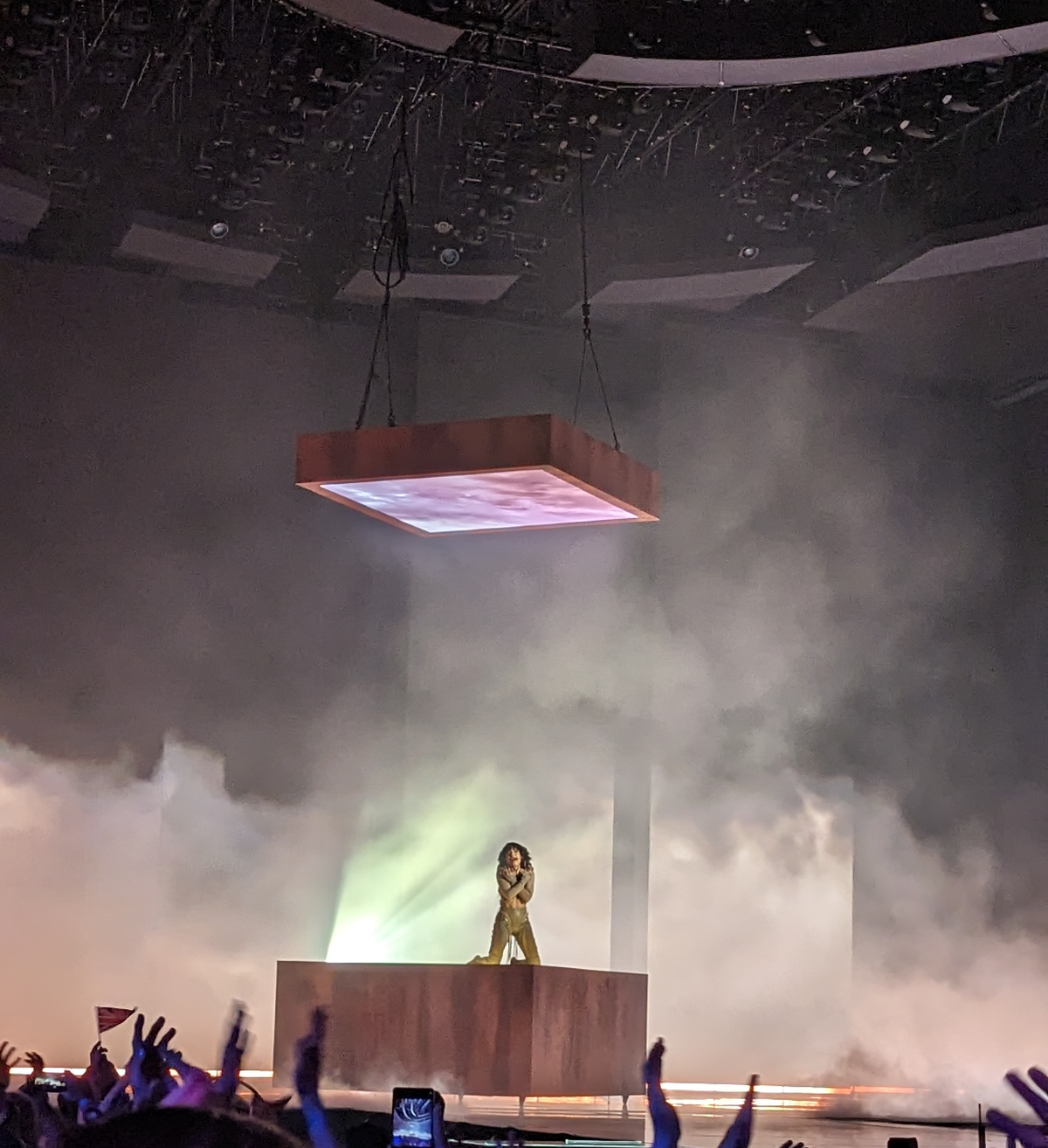
Loreen 2023
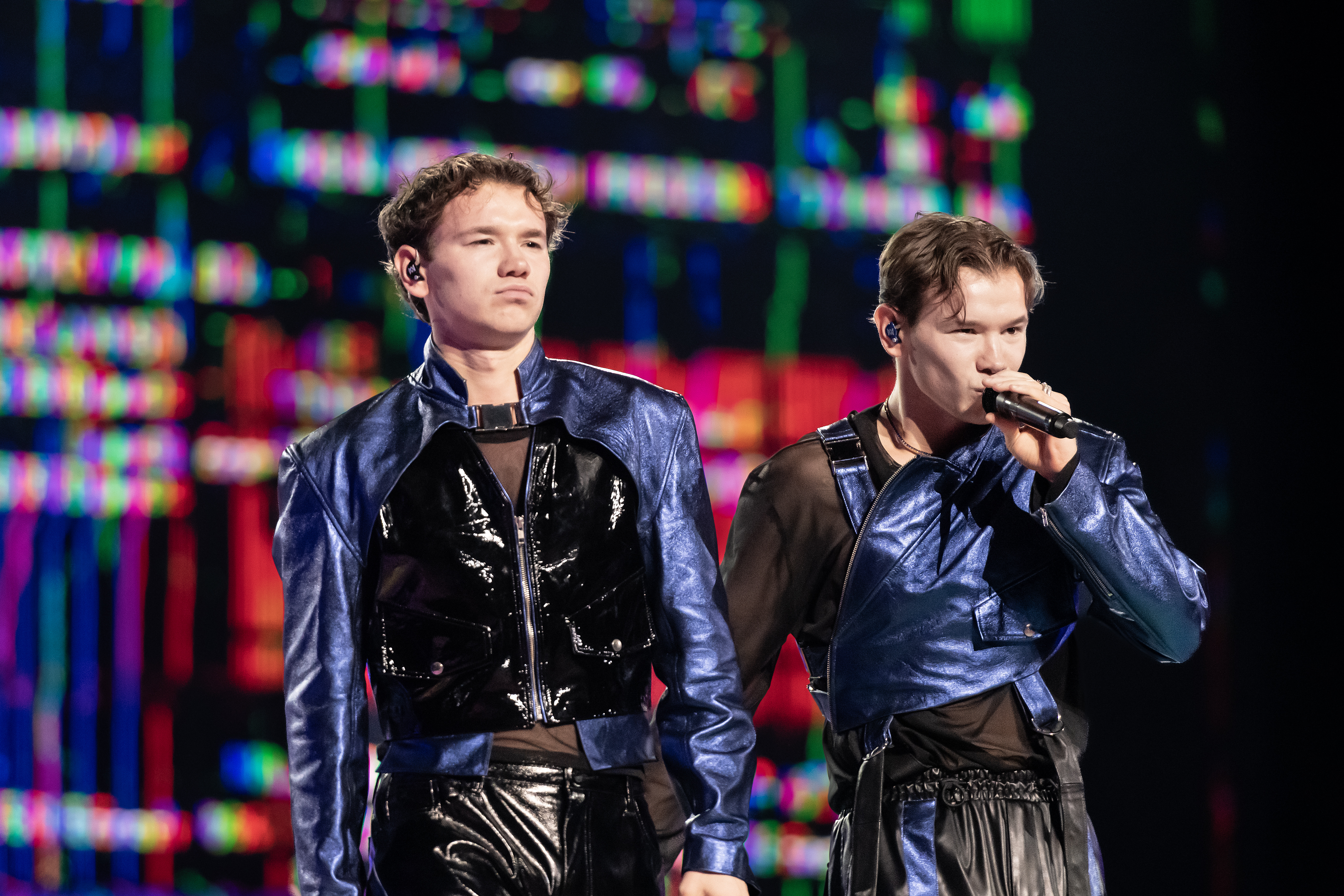
Marcus & Martinus 2024
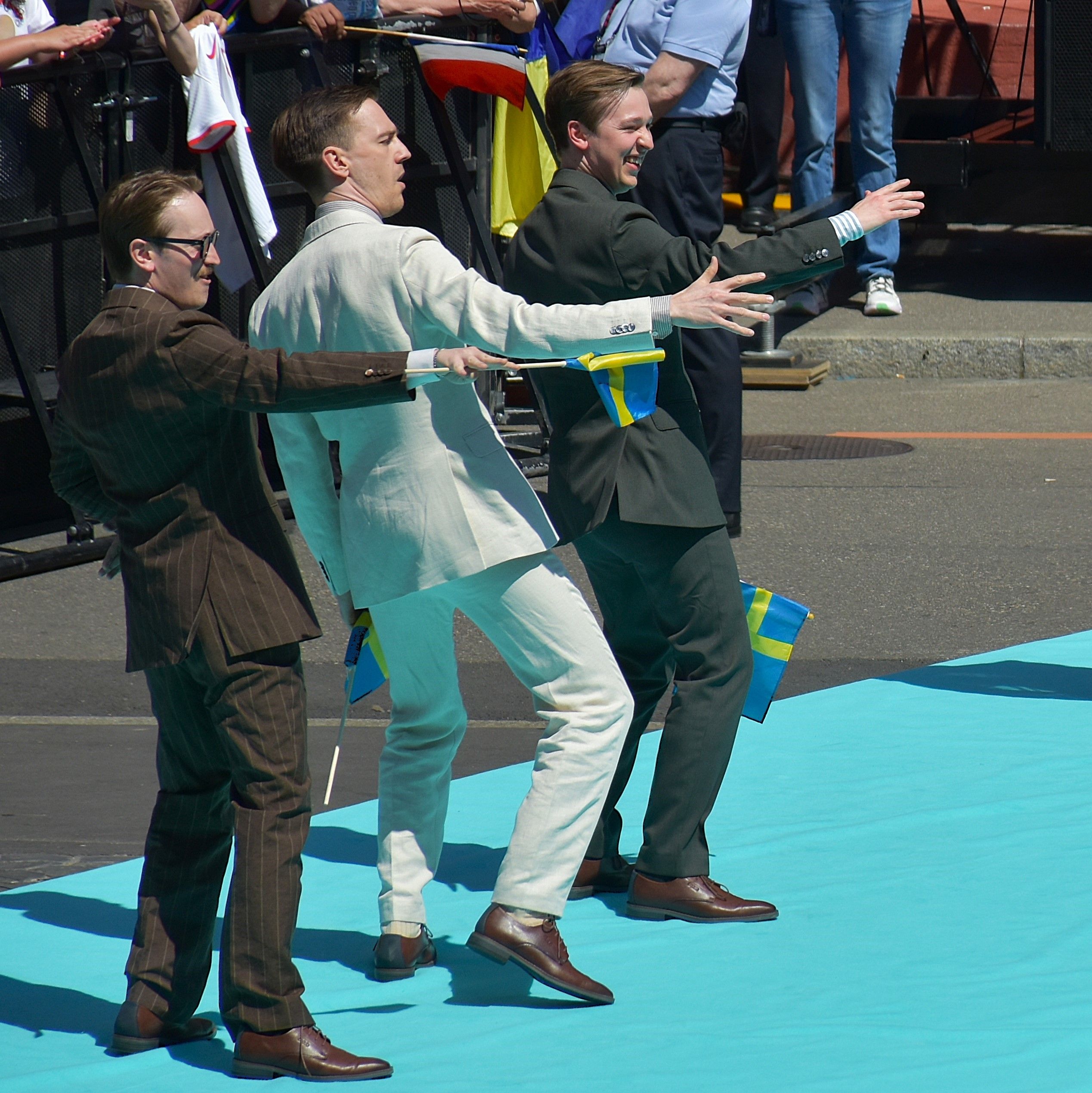
KAJ 2025